# Personnages d'Assassin's Creed

La série de jeux vidéo Assassin's Creed, créée par Ubisoft depuis novembre 2007, présente un scénario et des personnages issus de l’époque moderne et de diverses époques historiques. Cet article présente les personnages d'Assassin's Creed.
Dans le premier opus, Assassin's Creed, Desmond Miles un américain du XXIe siècle est forcé par une mystérieuse entreprise à revivre les actions de son ancêtre, assassin opérant en Terre Sainte au XIIe siècle. Assassin's Creed reçoit des critiques positives de la presse spécialisée. Elle salue la qualité de la réalisation technique et l'originalité du titre, mais regrette le système de jeu répétitif. Le jeu se vend à plus de huit millions d'exemplaires, devenant une nouvelle franchise-clé d'Ubisoft. La série s'enrichit d'une suite Assassin's Creed II sortie le 19 novembre 2009 en France, d'Assassin's Creed: Brotherhood sorti le 18 novembre 2010 en France, d' Assassin's Creed: Revelations sorti le 15 novembre 2011, d'Assassin's Creed III et Assassin's Creed III: Liberation sortis le 31 octobre 2012, d'Assassin's Creed IV: Black Flag sorti le 29 octobre 2013 en France, et plus récemment d'Assassin's Creed Unity sorti le 13 novembre 2014 en France, et Assassin's Creed Syndicate sorti le 23 octobre 2015, Ainsi que d'Assassin's Creed Origins le 27 octobre 2017 et, dernièrement, d'Assassin's Creed Odyssey le 5 octobre 2018.
L'histoire se déroule en 2012, et est centrée sur Desmond Miles, un barman américain retenu prisonnier par l'entreprise pharmaceutique Abstergo Industrie. Les scientifiques Lucy Stillman et Warren Vidic l'utilisent pour des expériences sur la mémoire génétique. En utilisant une machine baptisée Animus, Desmond revit les actions de ses ancêtres.
Altaïr Ibn La-Ahad est un assassin d'élite agissant en Terre sainte à l'époque de la troisième croisade. Tombé en disgrâce après une mission ratée, Altaïr accepte une mission de son mentor Al Mualim pour regagner son rang. Parfois aidé de son frère d'armes Malik A-Sayf, Altaïr doit assassiner neuf personnalités. Certaines sont inspirées de personnages historiques : Garnier de Naplouse, Guillaume de Montferrat ou Robert de Sablé.
Ezio Auditore est un assassin qui opère en Italie pendant la Renaissance (sur une période comprise en 1476 et 1507). Dans sa jeunesse, un complot a entrainé la mort de sa famille, et c'est pour cette raison qu'il doit éliminer tous ceux qui y ont participé. Comme le premier épisode, certains personnages historiques ont inspiré les développeurs comme Léonard de Vinci, Machiavel, Laurent de Médicis ou le pape Alexandre VI. Il opérera aussi dans le Constantinople de cette époque (1511) avec le soutien du personnage inspiré de Soliman le Magnifique.
Connor est un Assassin du XVIIIe siècle qui agit pendant Révolution américaine. Il fera la connaissance de grands personnages américains comme Benjamin Franklin ou encore George Washington.
Aveline de Grandpré est une femme assassin XVIIIe siècle qui intervient pendant la rébellion de la Nouvelle-Orléans.
Edward Kenway est un pirate, de l'âge d'or des pirates, qui voyage avec son navire (le Jackdaw) sur la mer des Caraïbes. Il rencontrera Barbe Noire et d'autres pirates célèbres.Il est aussi le grand-père de Connor (le fils de Edward Kenway est Haytam Kenway, un Templier et il est le père de Connor).
Arno Dorian est un assassin français ayant agi durant la Révolution française à Paris, il rencontrera de nombreux personnage tels que Mirabeau, Robespierre ou encore Napoléon Bonaparte.
Jacob et Evie Frye sont des frère et sœur jumeaux, assassins anglais ayant agi pendant l'époque victorienne, à Londres. Ils rencontreront des personnages célèbres tels que Charles Darwin, Charles Dickens, Jack l'éventreur, la reine Victoria, Alexander Graham Bell et bien d'autres.

## Factions

### La Confrérie des Assassins
Les Assassins sont les protagonistes récurrents de la série. La Confrérie des Assassins, dont les diverses cellules ont été connues, à diverses reprises, en tant que la Fraternité ; Libéralis Circulum (Cercles des Libéraux), à l'époque romaine classique; les Haschischins (utilisateur de haschisch), pendant le Moyen Âge central, et de plus, est une société secrète organisée, multiethnique et multinationale d'Assassins. Les Assassins ont existé, si ce n'est pas en tant que société secrète organisée, depuis l'aube de l'histoire antique jusqu'à nos jours.
Les Assassins contemporains, par l'utilisation de l'Animus, cherchent les artefacts d'Éden, de très puissants artefacts laissés par une civilisation disparue, connue sous plusieurs noms : Ceux qui étaient là avant ou les Précurseurs. Ils redécouvrent les origines cachées de la Confrérie, et dans ce processus, apprennent qu'une grande partie de l'histoire enregistrée est un mensonge ; qu'elle a été aiguisée comme une arme par leurs ennemis séculaires, les Templiers, qui ont historiquement cherché à supprimer la « Vérité ». Dans les temps pré-modernes, les Assassins ont fourni une justice rapide à ceux qui croyaient être au-dessus des lois de la nature et de la société. En outre, les Assassins ont cru qu'ils se battaient au nom de la physique, politique, économie et de l'intelligence refoulées. En d'autres termes, ils croyaient eux-mêmes être des défenseurs d'opprimés et de faibles, ceux qui sont incapables de parler contre les abus et l'injustice. Cependant, afin de s'assurer que la mort pourrait être la meilleure option pour aider les Assassins, une connaissance politique approfondie était nécessaire pour la sélection de leurs cibles. Ainsi, les Assassins se sont efforcés de rester en phase avec l'évolution constante de la politique qui les entoure. Labellisés "parias", les Assassins ont été la plupart du temps craints par la population, en raison de leur réputation terrifiante d'ôter la vie en public devant de nombreux témoins, comme leur méthode principale d'assurer la paix - afin d'apporter la peur dans les cœurs de ceux qui pourraient abuser de leurs pouvoirs ou de corruption - avant de disparaître dans la foule sans laisser de trace. Ils sont les ennemis jurés des Templiers, contre lesquels ils se sont battus dans une guerre obscure et continue, pendant l'intégralité de l'histoire de l'humanité. Alors que les Assassins cherchent à préserver le libre arbitre, les Templiers pensent que l’Homme doit être contrôlé pour qu’il avance. Considérant que les Templiers ont cherché le pouvoir pour sauver l'humanité d'elle-même en contrôlant le libre arbitre, la Confrérie des Assassins se bat pour préserver la liberté et l'individualisme, car elle a permis la progression de nouvelles idées et de la croissance de l'individualité. Les Templiers se sont convaincus que les gens doivent être conditionnés, contrôlés, menés, contraints, réglementés, ou poussés du coude pour bien agir; la "chose juste" étant déterminée par l'idée des Templiers de la vérité et imposée par force sur d'autres pour le bien de la société. Les Assassins ne sont pas fondamentalement d'accord avec la philosophie des Templiers du "conditionnement social" ; ils pensent que ceci ne pousse les gens pour vivre une vie où ils sont à l’abri ou protégés des conséquences de leurs actes, et donc n'ont jamais appris à être meilleur - pour vivre en accord avec leur propre potentiel. Du point de vue des Assassins, la solution n'est pas d'imposer des règles sur la réalité subjective, mais permettre au droit naturel de suivre son cours : que la responsabilité et le contrôle de soi gagnés par les meilleurs enseignants.

### L'Ordre des Templiers
Les Templiers sont les principaux antagonistes faisant face aux Assassins. Cet ordre ancien convoite le pouvoir des fragments d'éden afin de soumettre les populations aux contrôle dans le but d'anéantir toute trace de violence dans le monde. Bien que leurs intentions en elle-même semblent louable en apparence, les Assassins estiment que nul ne peut priver un être humain de son libre arbitre et leur Crédo s'oppose donc naturellement à l'idéal des Templiers. À l'ère moderne, l'Ordre des Templiers se cache du reste du monde derrière une société écran du nom de Abstergo Industries. Depuis le début en terre sainte jusqu'à l'ère moderne, les Templiers ont vu leurs plans maintes fois contrecarré par la Confrérie des Assassins.
Cependant les Templiers bénéficient de plus grands moyens, les bénéfices d'Abstergo servant en partie à financer leurs recherches, ainsi que l'amélioration de leurs équipements et la formation de leurs agents intervenant sur le terrain via l'Animus. Par le passé, et en de très rares occasions, les Templiers ont dû collaborer de façon éphémère avec la Confrérie des Assassins, allant même jusqu'à conclure une paix fragile qui fut brisée par des dissensions au sein des deux camps. Grand nombre de Maîtres se sont succédé à la tête de l'Ordre, certains occupant des postes prestigieux ou de moindre importance au sein de la société. Les Templiers ne reculent absolument devant rien pour atteindre leur objectif et ce, malgré l'omniprésence de la Confrérie des Assassins qui se dresse sur leur chemin.

## Personnages principaux

### Desmond Miles
(Doublage version originale : Nolan North. Doublage français : Xavier Fagnon dans Assassin's Creed, Nicolas Charbonneaux-Collombet par la suite)

### Aquilus
Aquilus était un Assassin gallo-romain ayant vécu au IIIe siècle de notre ère. « Aquilus » signifie « Aigle » en latin, Il est un membre du Liberalis Circulum (l'ancêtre de la confrérie des Assassins), envoyé dans un camp fortifié romain afin de rencontrer son cousin Accipiter, lui aussi un Assassin. Mais le général Gracchus, qui avait été prévenu de l'arrivée d'Aquilus, ordonna à ses légionnaires de le piéger et de le capturer. Gracchus ne perdit pas de temps, il poignarda Aquilus et le laissa pour mort.
Peu de temps après, Accipiter et les troupes alamanes attaquèrent les Romains et réduisirent la légion de Gracchus à néant. Une fois le combat terminé, ils retrouvèrent Aquilus blessé mais encore vivant; ils le remirent sur pied. Accipiter était déterminé à conquérir la Gaule. Il promit à son cousin que les Alamans épargneraient Lugdunum, et sa parole fut tenue: lorsque son armée envahit la vallée du Rhône en 259, ses guerriers alamans n'attaquèrent pas la ville. Mais les Alamans étaient encore loin de la ville natale d'Aquilus. Dès que ce dernier fut capable de voyager, Accipiter lui confia un objet dissimulé dans un sac. Il s'agissait d'un ânkh, que les Assassins croyaient être un Fragment d'Éden. Lorsqu'il fut de retour chez lui, Aquilus remit l'ânkh à son père, Lucius, pour qu'elle demeure en sécurité, mais ce dernier, persuadé que les Assassins avaient été trahis, lui fit part de ses soupçons au sujet de Faustin, l'évêque de Lugdunum. Plus tard dans la nuit, Aquilus s'introduisit dans la villa de Faustin pour l'interroger. L'évêque lui avoua la vérité et lui révéla le nom de son contact à Rome : le sénateur Caïus Fulvus Vultur, un vieil ami de Lucius.
En rentrant chez lui, Aquilus découvrit que son père avait été assassiné et l'ânkh volé. Une servante ayant reconnu le meurtrier en la personne de Vultur, Aquilus partit le plus tôt possible pour Rome, qu'il gagna plusieurs jours plus tard. Se servant de l'obscurité de la nuit, il parcourut les toits de la cité millénaire pour enfin gagner la villa du sénateur et l'infiltra, tuant les serviteurs de garde. Enfin il parvint à forcer la chambre à coucher de Vultur, le tenant à sa merci et l’exécuta après avoir entendue la légende de l'ânkh et de l'avoir récupéré. De retour à Lugdunum, il retrouva sa femme Valeria et, après de passionnantes retrouvailles, ils activèrent le mécanisme de l'ânkh qui pouvait enregistrer des messages audiovisuels sous forme d'hologramme. Seulement ils furent interrompus par des soldats romains qui les arrêtèrent pour le meurtre du prêtre Faustin. Malheureusement, alors qu'ils allaient être secourus par Accipiter, Aquilus se fit lâchement tuer par un soldat romain, laissant derrière lui sa femme et un enfant qui allait naître.

### Altaïr Ibn-La'Ahad
(Héros d'Assassin's Creed (I) sur PC, PS3 et Xbox 360)

### Ezio Auditore
(Héros d'Assassin's Creed II, Assassin's Creed: Brotherhood et Assassin's Creed: Revelations sur PC, PS3 et Xbox One et du remake HD Assassin's Creed: The Ezio Collection sur PS4 et Xbox One)

### Connor / Ratonhnhaké:ton
(Doublage de la version originale : Noah Watts (en), Doublage français : Kevin Houle)
(Héros d'Assassin's Creed III sur PC, PS3 et Xbox 360 et du remake UHD Assassin's Creed III: Remastered sur PS4 et Xbox One)
Connor est né en 1756 aux États-Unis sous le nom amérindien Ratonhnhaké:ton, d'un père anglais, le Templier Haytham Kenway, fils de l'Assassin Edward Kenway, mais élevé par le Grand Maître de l'Ordre des Templiers, Reginald Birch, et dont il occupera la charge à son tour ; et d'une mère amérindienne, Kaniehtiio.
Malgré ses traits caucasiens hérités de son père, il est adopté par sa tribu, ayant le teint de peau amérindien. À l'âge de 10 ans, il est, dans la forêt, intercepté par Charles Lee et son groupe. Ces derniers lui demandent, par la force, où est son village, mais il refuse. Avant d'être assommé, il demande à Lee son nom pour pouvoir le retrouver. Après avoir repris conscience, il découvre son village en feu et est témoin de la mort de sa mère dans les ruines de leur hutte. Neuf ans plus tard, il reçoit une vision de Junon, à travers un fragment d'Éden, lui disant de trouver un symbole lui permettant de protéger son village de la destruction. Après avoir reçu cette vision, la grande matriarche de son village lui dit où ce symbole a été vu et permet à Ratonhnhaké:ton de quitter la vallée.
Arrivé à un domaine à l'abandon, il finit par convaincre le propriétaire, Achilles Davenport, de l'entraîner à devenir un Assassin. Ce dernier lui explique aussi toute l'histoire des Assassins et des Templiers ainsi que leurs motivations. Quelques mois plus tard, à Boston, Achilles décide de renommer Ratonhnhaké:ton en Connor, pour faire plus discret. Plus tard, il est témoin du massacre de Boston de 1770 et il est accusé, par les Templiers, d'en être le responsable. Il sera aidé par Samuel Adams, un ami d'Achilles, à apprendre à redevenir discret. Plus tard, il devient le capitaine du bateau l'Aquila et avec l'aide du capitaine Brahim il affaiblit les forces navales des Templiers. Plus tard, après avoir reçu sa tenue d'Assassin, Connor se rend à Boston pour retrouver Adams, ainsi que sa première recrue Stephane Chapheau, avec qui ils vont organiser le Boston Tea Party.
Quelques années plus tard, l'ami d'enfance de Connor, Kanen'tó:kon, vient le voir pour le prévenir que William Johnson, un templier, veut forcer les chefs des tribus à lui vendre leurs terres. Connor arrive à temps pour le tuer, mais Johnson lui révèle que c'était pour protéger les Amérindiens du roi George, qui ne se soucie guère d'eux, ce que Connor a du mal à croire. En 1775, Connor se rend à Bunker Hill pour rejoindre Israel Putnam qui livre une bataille. Connor se faufile derrière les lignes britanniques où il parvient à tuer John Pitcairn. Il trouve sur le corps de ce dernier une lettre projetant d'assassiner George Washington. Plus tard, à New York, Connor découvre que sa cible est Thomas Hickey, mais en tentant de l'arrêter, ils se font emprisonner et à la suite des manigances de Charles Lee, Connor est condamné à mort. Avec l'aide des Assassins (et secrètement de son père qui le délivre de la potence en lançant une dague qui trancha la corde retenant le prisonnier), Connor échappe alors à la pendaison et tue à temps Hickey qui menaçait de tuer George Washington. Plus tard, à Valley Forge, Connor retrouve son père et ils décident de collaborer, malgré leurs camps opposés, pour tuer Benjamin Church. Après l'avoir traqué à New York, ils le retrouvent dans les mers de la Martinique et parviennent à le tuer.
Quelques années après, Haytham révèle que Washington a l'intention d'éliminer le village de Connor, ce qui le révolte et il parvient à tuer les messagers patriotes. Arrivé à son village, le grand matriarche dit que Kanen'tó:kon et quelques guerriers sont partis attaquer le camp patriote et que c'était Connor qui avait envoyé Charles Lee leur demander ça. Connor parvient à se débarrasser des guerriers, mais il est contraint de tuer Kanen'tó:kon, ce dernier croyant que Connor a rejoint Washington dans le but d'éliminer sa tribu, d'après les dires de Lee. Plus tard, avec La Fayette et Washington, il participe à la bataille de Monmouth et essaye, sans succès, de convaincre une dernière fois Washington de tuer Lee. En 1781, Connor participe à la bataille de la baie de Chesapeake. Et puis, La Fayette accepte d'aider Connor à tuer Charles Lee, réfugié à Fort George. Sur place, Connor découvre que Lee s'est échappé et que son père l'attend. Après un échange de coups, Connor tue son père avant que celui-ci ne le tue.
En 1782, Connor trouve Lee à New York, aux funérailles d'Haytham, mais Connor est retenu par les sbires de Lee qui s'échappe à Boston. Après l'avoir poursuivi sur le port, Connor est blessé et Lee, indemne, lui demande pourquoi il continue de résister et de se battre. Connor lui répond que personne d'autre ne le fera et lui tire un coup de pistolet dans le ventre. Blessé, Lee s'échappe tandis que Connor s'évanouit. Revenu à lui, Connor retrouve Lee dans une auberge dans la Frontière. Lee et Connor se partagent alors une bouteille d'alcool avant que ce dernier ne le transperce avec sa lame secrète et ne parte avec l'amulette qu'il a autour du cou. Plus tard, de retour à son village, il découvre que les habitants ont été chassés, mais qu'ils ont laissé le fragment d'Eden sur place. Il reçoit une nouvelle vision de Junon lui disant qu'il a réussi, mais il proteste disant que son peuple est parti et qu'il a échoué. Elle lui dit que c'était sa finalité, lui dit qu'il doit cacher l'amulette, puis le fragment d'Eden se désintègre. Au domaine, Connor creuse un trou au-dessus de la tombe de Connor Davenport, le fils d'Achilles. Il y enterre finalement l'amulette pour permettre, quelques siècles plus tard, à Desmond de la trouver.

### Aveline de Grandpré
(Héroïne d'Assassin's Creed III: Liberation sur PlayStation Vita et du remake HD Assassin's Creed: Liberation HD sur Xbox 360, PS3 et PC )
Aveline de Grandpré, née en 1747 à La Nouvelle-Orléans en Louisiane française, est une métisse franco-africaine. Elle est la fille de Philippe Olivier de Grandpré et de son épouse africaine, Jeanne. Affranchie avec sa mère à la naissance, Aveline a grandi dans un environnement chaleureux et attentionné, protégée par les richesses de son père et son influence au sein de la ville. Bien que son père ait épousé Madeleine de L'Isle en 1752, Aveline et sa mère Jeanne ont été autorisées à rester au manoir de Grandpré.
En 1759, alors qu'Aveline accompagnait sa mère dans la ville, Jeanne disparut mystérieusement après qu'Aveline lui ait lâché la main dans la poursuite d'un poulet. Après avoir échoué à attraper l'animal, Aveline se rendit compte qu'elle était face à une vente aux enchères d'esclaves. 
Aveline fut projetée au sol par les marchands, qui l'avaient prise pour l'une d'entre eux. Peu de temps après, un esclave en fuite du nom de Agaté la libéra de ses assaillants et la recruta dans la Confrérie des Assassins, devenant son Mentor.
Elle a l'occasion de rencontrer Connor et de se battre à ses côtés.

### Edward Kenway
(Héros d'Assassin's Creed IV: Black Flag sur PC, PS3, Xbox 360, Xbox One, Wii U et PS4)
Edward est un pirate du XVIIIe siècle qui est le père de Haytam Kenway et grand-père de Connor dit Ratonhnhaké:ton. Edward devient malgré lui Assassin, en volant la tenue d'un traître Assassin qu'il a tué pour voler son navire, et se retrouve au cœur d'un conflit entre les deux sectes pour la prise de contrôle de l'Observatoire, un temple de la Première civilisation qui serait un avantage stratégique dans leur guerre.

### Shay Patrick Cormac
(Doublage français : Sylvain Agaësse)
(Héros d'Assassin's Creed: Rogue sur PC, PS3, Xbox 360 et du remake UHD Assassin's Creed: Rogue Remastered sur PS4 et Xbox One)
Shay Cormac est né à New York vers 1731 dans une famille d'immigrés irlandais. Ayant grandi dans un quartier difficile où il dût apprendre à se défendre par lui-même, c'est un ami d'enfance, Liam O'Brien, qui l'introduira dans la Confrérie coloniale des Assassins et suivra sa formation auprès de Achilles Davenport. Cependant, ses premières missions pour retrouver les artefacts de la Première civilisation lui feront remettre en question le credo des Assassins et comprendre les erreurs d'Achilles, qui souhaite récupérer les Fragments d'Eden au lieu de les laisser en place, ce qui le conduira à provoquer le séisme de Lisbonne dont il réchappera de justesse mais tuant ainsi des milliers d'innocents.
Se sentant trahi, il se retourne contre la Confrérie et rejoint l'Ordre des Templiers mené par Haytham Kenway. Grâce à lui, il en tuera un à un les membres, laissant Achilles au terme de sa vengeance seul et infirme. C'est également lui qui tuera le père d'Arno Dorian.

### Arno Victor Dorian
(Héros d'Assassin's Creed: Unity sur PC, PS4 et Xbox One)
Arno Victor Dorian est le fils d'un Assassin, Charles Dorian, recueilli par François de la Serre après la mort de son père, tué par Shay Cormac au milieu du château de Versailles. Il grandit aux côtés d'Élise, la fille de son père adoptif avec qui il nouera une romance une fois adulte. Lors d'un bal donné au château de Versailles, François de la Serre est assassiné et Arno est accusé et embastillé. Il s'évade avec l'aide de Bellec, un Assassin qui détecte chez le jeune homme une prédisposition au sens de l'Aigle. De retour à la demeure des de la Serre, Arno apprend la vérité : la famille qui l'a recueillie fait partie des Templiers, ennemis jurés des Dorian dont Arno est un héritier. Élise le chasse, forçant ainsi Arno à retrouver Bellec et rejoindre la Confrérie des Assassins de Paris.

### Jacob Frye
(Voix originale : Paul Amos, doublage français : Sébastien Desjours)
(Héros d'Assassin's Creed: Syndicate sur PC, PS4 et Xbox One)
Jacob Frye est né en 1847. Assassin brutal impulsif mais aussi charismatique, il est à la tête du gang des Rooks. Élevé avec sa sœur jumelle Evie selon les préceptes du Crédo par leur père Ethan, il s'est donné comme mission de libérer Londres du joug des Templiers dirigé par Crawford Starrick en soulevant les différents gangs de la ville sous un syndicat. Après la victoire des Assassins sur l'Ordre des Templiers à Londres, Jacob prend sous son aile un jeune orphelin comme apprenti Assassin.

### Evie Frye
(Voix originale : Victoria Atkin, doublage français : Nathalie Bienaimé)
(Héroïne d'Assassin's Creed: Syndicate sur PC, PS4 et Xbox One)
Evie Frye est née en 1847, sœur jumelle de Jacob, elle accompagne ce dernier au cours de sa quête. Calculatrice, rationnelle, intelligente et plus furtive que son frère, elle sait lui donner des conseils et rappelle souvent les principes du Crédo. Elle est à la recherche d'un artefact de la Première Civilisation. Après les événements de Londres et la mort de Crawford Starrick, elle épouse Henry Green.

### Bayek de Siwa
(Héros d'Assassin's Creed: Origins sur PC, PS4 et Xbox One)
Bayek est fils de Medjaÿ. Son père l'a formé dès son plus jeune âge pour en faire son digne héritier et faire de lui le futur protecteur de Siwa. Il a été formé également à l'art de la survie par Kensa, une amie de longues date. Bayek entre dans une quête de vengeance contre le mystérieux Ordre des Anciens après que son jeune fils eut été tué par ses membres, qui ont de sombres projets pour l'Égypte. Bayek est un homme pieux qui fait preuve d'un grand respect au moment d'honorer les morts. Mécontent du régime totalitaire de Ptolémée XIII, il décide de servir Cléopâtre et l'aide à monter sur le trône d'Egypte. Après l'accession de Cléopâtre au trône d'Égypte, Bayek est lâchement mit de coté par la reine. Mécontent du peu d'estime et de reconnaissance qui lui est accordé en tant que Medjay, Bayek décide de créer sa propre confrérie. Ainsi naquit la toute première Confrérie des Assassins qui s'appelait alors: Ceux qu'on ne voit pas. Bayek devient ainsi le tout premier Mentor de l'histoire de la Confrérie des Assassins.

### Aya d'Alexandrie / Amunet
(Héroïne d'Assassin's Creed: Origins sur PC, PS4 et Xbox One)
Aya est l'épouse de Bayek. C'est une guerrière Medjaÿ Gréco-Égyptienne. Elle voue un très grand amour à son époux, et semble faire le deuil de son fils plus facilement que lui pour se concentrer sur la politique. Elle est continuellement en déplacement, au grand désarroi de son époux qui supporte difficilement d'être trop loin de son aimée. Bien qu'elle soit un personnage secondaire, elle prend une part importante dans le combat contre l'Ordre des Anciens. Se sentant trahie par Cléopâtre après son accession au trône, elle soutient Bayek dans la création de la confrérie. Cependant, elle quitte ce dernier et part pour Rome afin d'éliminer Septimius et César. Elle établit sa propre confrérie à Rome et se nomme elle-même Amunet. Elle renforce le Crédo des Assassins à la suite de la trop grande ambition de Gamilat qui fit volontairement couler le sang de beaucoup d'innocents, la lame secrète des Assassins ayant interdiction de frapper aveuglément une personne qui ne le mérite pas à la suite de cette trahison. Une statue sera sculptée à son effigie plusieurs siècles plus tard et exposée dans la crypte de la villa Auditore à Monteriggioni.
Dans la suite de la saga, Assassin's Creed Odyssey, on découvre qu'elle est la descendante du protagoniste (Kassandra ou Alexios).

### Lucy Stillman
Jeune scientifique travaillant pour Abstergo, et s'occupant de l'Animus et du projet qui l'entoure. Elle est chargée surtout de la maintenance et du fonctionnement de la machine. Lucy explique au cours d'une conversation avec Desmond qu'elle a travaillé sur la mémoire génétique au cours de ses études, qu'elle en a fait une thèse mais que la communauté scientifique ne l'a pas prise au sérieux. Alors qu'elle craignait de devoir ranger ses travaux et de « finir ses jours comme serveuse dans un bar » selon ses propres dires, Abstergo est venu la trouver pour lui proposer de participer au projet Animus. Au bout d'une année, toujours selon les dires de la jeune femme, des hommes seraient venus chez elle (au sein des locaux d'Abstergo), dans le but de l'éliminer. Lucy raconte enfin qu'elle ne doit son salut qu'à l'intervention de Vidic, et que c'est pour cette raison qu'elle supporte sans sourciller ses remarques et son agressivité, d'autant qu'il sait que Lucy a commis plusieurs crimes pour Abstergo, dont on ne connait pas la nature exacte. Elle n'est pas autorisée à quitter les locaux d'Abstergo, mais confie à Desmond que c'est une alternative plus douce que la mort. Au cours du jeu, Desmond et Lucy vont discuter à de nombreuses reprises, et il comprendra assez vite qu'elle est de son côté, de par les informations qu'il va recueillir par lui-même et ce qu'elle va lui faire comprendre.
En effet, quand Abstergo estime que Desmond ne leur est plus utile, Lucy organise leur fuite du bâtiment pour l'amener au refuge de sa faction pro-Assassins. Elle souhaite ainsi former Desmond en lui apprenant ses capacités d'Assassin en revivant les souvenirs d'Ezio Auditore. Grâce à ses souvenirs, ils retrouvent la trace de la Pomme d'Eden, la relique de l'Ancien peuple, mais quand Desmond s'en empare, il perd le contrôle de son corps et poignarde Lucy avec sa lame secrète, la tuant sur le coup. Ses funérailles ont eu lieu rapidement.
C'est dans le DLC L'Archive Perdue que l'on apprend la raison de la mort de Lucy. Sa véritable allégeance va en fait aux Templiers. En effet, formée par les Assassins à l'extérieur de l'Ordre afin d'en faire un agent secret infiltré chez Abstergo, c'est cette mise à l'écart qui la poussera à rejoindre les Templiers, qui ont été pour elle une famille bien plus que la Confrérie ne l'a jamais été. Sa fuite avec Desmond ainsi que les courriels échangés par Lucy avec William Miles, le père de Desmond, n'ont été qu'un subterfuge afin que Desmond voit en elle une véritable amie et alliée sur qui il pourra compter. Cependant, la pomme d’Éden ainsi que Junon n'ont pas été dupés, c'est pourquoi lorsque Desmond la récupère, elle le pousse à assassiner Lucy, Junon sachant qu'elle aurait tôt ou tard livré la pomme à Abstergo.

### Clay Kaczmarek
Plus connu sous le nom de code de sujet 16, on sait peu de choses sur Clay Kaczmarek durant les trois premiers opus, seulement qu'il est mort après être devenu fou. Il apparaît physiquement dans Assassin's Creed: Revelations, s'étonnant que Desmond ne connaisse pas son nom. C'est grâce à lui que Desmond est encore conscient dans l'Animus. Il se sacrifie après le nexus de celui-ci afin de le sauver.
C'est dans le DLC L'Archive Perdue que sa vie est retracée. Il est formé par William Miles, père de Desmond, afin de devenir assassin. Il infiltre Abstergo, là où travaille un autre des Assassins, Lucy. Clay s'y rend et permet sans le savoir aux Templiers de localiser Desmond Miles. C'est à ce moment-là qu'on apprend que Vidic était déjà au courant de l'importance historique d'Ezio Auditore et d'où Lucy tenait l'information. Il fait la rencontre d'un fantôme qui lui demande de veiller sur Desmond Miles, ce qu'il refuse de faire. Il apprend la trahison de Lucy mais apprend qu'elle a effacé les vidéos et l'a abandonné à son sort. Avant de se suicider, il accepte de graver sa personnalité dans l'Animus afin d'aider Desmond Miles, en hommage à William. Il reste longtemps dans l'Animus à attendre que Desmond arrive à lui, mais y perd sa santé mentale et meurt après avoir dessiné les symboles qu'il a utilisés dans l'Animus avec son sang sur les murs du laboratoire d'Abstergo.

### Warren Vidic
(Doublage de la version originale : Philip Proctor, doublage français : Max André, Thierry Kazazian dans Assassin's Creed II, Pierre Dourlens dans Assassin's Creed: Rogue)
Scientifique travaillant au sein d'Abstergo, Warren Vidic fait partie du projet Animus et est le supérieur hiérarchique de Lucy. Peu d'informations sont disponibles à son sujet. Il apparaît comme stressé et nerveux, notamment à cause du fait qu'il y a des délais stricts à tenir pour obtenir les informations dans la mémoire de Desmond. Au cours des discours qu'il tiendra à son « cobaye », on apprendra qu'il partage avec Abstergo ses rêves de « monde meilleur », et que pour y parvenir, il est prêt à tout. Il est distrait et négligent, et oublie ou perd souvent ses affaires et ses mots de passe. Après l'évasion de Desmond et Lucy, on le retrouve à la fin de Assassin's Creed II où il tente d'envahir le repaire des assassins. Il échoue grâce à Desmond et Lucy. On le revoit dans le multijoueur de Brotherhood, et dans celui de Revelations.
Il meurt tué par Desmond (qui contrôle la Pomme d'Eden et force l'un des templiers à tirer sur Warren) dans Assassin's Creed III.

### Shaun Hastings
(Doublage version originale : Danny Wallace, doublage français : Georges Caudron)
Shaun Hastings est un historien et tacticien britannique de la Confrérie des Assassins modernes. Depuis l'arrivée de Desmond dans le repère avec Lucy, il lui fournit des informations à travers la base de données de l'Animus qu'il a concoctée lui-même, fournissant des détails sur les personnages, le climat politique, et plusieurs anecdotes historiques. Il se dit fort en décryptage d'énigmes, et aide parfois Desmond à déchiffrer les indices laissés par le sujet 16. Shaun a un caractère très sarcastique, se sentant sous-exploité en faisant des tâches d'intendance dans le groupe alors qu'il a des diplômes. Toutefois, il se montrera très amical par la suite. Après la mort de Desmond, il deviendra vendeur de boisson chez Abstergo afin de servir de contact au personnage du présent incarné dans Assassin's Creed IV Black Flag. Shaun réapparait plus tard en tant qu'agent de terrain aux côtés de Rebecca Crane. Il semble vivre une relation amoureuse avec Galina Voronina, une maitre assassin.

### Rebecca Crane
(Voix originale : Eliza Schneider, doublage français: Edwige Lemoine)
Rebecca Crane est une ingénieure et informaticienne de la Confrérie des Assassins moderne. Elle s'occupe de son "bébé", l'Animus 2.0 qu'elle considère deux fois plus performant que celui d'Abstergo, malgré l'infériorité du budget compensée par sa passion. Elle est très amicale contrairement à son collègue Shaun.

### William Miles
William Miles est le père de Desmond, c'est lui qui envoie les messages à Lucy pendant que celui-ci est dans l'Animus. Il aide Desmond à quitter le Colisée et reste auprès de lui jusqu'à son réveil.
On apprend par Desmond que William l'a formé très jeune dans la Ferme, le repère caché des Assassins. Mais adolescent, il n'a pas essayé de retenir son fils quand il a fugué.
Quand Desmond se sacrifie pour sauver la Terre, son père le supplie de rester pour trouver une autre solution, en vain et assiste impuissant à l'attaque de son fils.

### Daniel Cross
Daniel Cross est un Assassin qui travaille pour les Templiers (Abstergo). Dans sa jeunesse, il fut intercepté par les Templiers pour ses origines d'Assassin, contraint d'aller dans l'Animus et firent de lui un agent dormant. Après être relâché dans la nature sans savoir qu'il est contrôlé par Abstergo, Cross est retrouvé par les Assassins, qui finissent par lui faire rencontrer le Mentor moderne des Assassins, à Dubaï, en 2000. Après que le Mentor lui exprima son désir de faire de lui son successeur et lui avoir remis sa lame secrète, Cross le tua avec celle-ci, le programme de l'agent dormant prenant le dessus. À la suite de son méfait, il retourna chez Abstergo et devient un agent de terrain. Il rencontre Desmond pour la première fois, à New-York, sachant qu'il est à la recherche de sources d'énergie pour le temple. Desmond va réussir à l’assommer. Il recroisera Desmond au Brésil pour une source d'énergie de la première civilisation, dont Desmond prendra possession après l'avoir combattu. À Rome, alors que le père de Desmond est retenu prisonnier par Vidic dans le quartier général d'Abstergo à Rome, dans lequel il sera attendu, Cross tendit un piège la pièce où Desmond était retenu prisonnier au début de son aventure. Alors qu'il est pris au piège, Cross est pris d'une crise de l'effet de transfert, dû au fait qu'Abstergo l'avait, auparavant, gardé longtemps dans l'Animus. Desmond le poursuit dans les locaux d'Abstergo et le tue.

### Kassandra ou Alexios
Voix originales
- Kassandra : Melissanthi Mahut (adulte), Maria Syrgiannis (enfant)
- Alexios : Michael Antonakos (adulte), Leonidas Castrounis (enfant)

Voix françaises
- Kassandra : Audrey Sourdive (adulte)
- Alexios : Adrien Antoine (adulte)

Le misthios, personnage de sexe féminin ou masculin selon le choix opéré par le joueur en début de partie, est le protagoniste d'Assassin's Creed Odyssey. Il est à noter que le choix du personnage n’influence en rien le scénario, Kassandra constituant le choix canonique du jeu
Alexios et Kassandra sont frère et sœur. Si Alexios est choisi en tant que misthios, Kassandra sera le bras armé du culte et inversement si c'est Kassandra qui est choisie par le joueur pour être misthios. Le personnage choisi par le joueur est présenté comme un descendant du roi Léonidas de Sparte. Condamné(e) à mort pour avoir accidentellement tué un éphore en tentant de sauver son cadet/sa cadette, il/elle survit à sa chute après avoir été lâché(e) dans le vide par son propre père, Nikolaos de Sparte. Recueillie par Markos, un homme d'affaires endetté vivant sur l’île de Kephallonia, il/elle reste vivre sur l’île pour devenir vingt ans plus tard un/une misthios endurci(e), manipulant la pique de la lance de Léonidas comme arme. Il/elle est recruté(e) par Elpenor, un riche homme d'affaires qui souhaite la mort d'un général spartiate surnommé "le Loup de Sparte". Le/la misthios accepte le contrat et constate avec fureur que sa cible n'est autre que Nikolaos. Elpenor ira jusqu'à demander la mort de Myrrine, la mère de Kassandra et Alexios. Le/la misthios élimine Elpenor et découvre l'existence du culte de Kosmos dont tous les membres sont dispersés à travers la Grèce. Le/la misthios décide de retrouver sa mère qui est menacée par le culte tout en traquant ses membres un par un pour les éliminer. En parallèle, le/la misthios semble avoir un destin tout autre sur lequel il/elle a plus de questions que de réponses.

### Eivor
Voix originales
- Cecilie Stenspil (femme), Magnus Bruun (homme)

Eivor Varinsson/Varinsdottir, aussi appelé l'Ami des loups ou le Nourrisseur de corbeaux, est l'enfant unique du roi Varin, orphelin et ensuite enfant adoptif du roi Styrbjornson. Eivor grandit auprès de Sigurd Styrbjornson et partira avec lui pour l’Angleterre afin d'établir leur propre colonie. Eivor est un guerrier viking féroce et d'une grande loyauté envers son frère d'armes Sigurd. Eivor ne voit pas d'un très bon œil la présence de Basim, membre de Ceux-qu'on-ne-voit-pas auprès de Sigurd, persuadé que celui-ci encourage Sigurd à prendre des décisions peu honorables qui le détournent de ses plans de conquête. À l'inverse, Eivor se lie d'amitié avec Hytham, l'apprenti de Basim. Eivor découvre alors l'existence de Ceux-qu'on-ne-voit-pas et de leur combat contre l'Ordre des Anciens. Eivor doit alors combattre sur deux fronts différents, forger des alliances pour renverser le roi Aelfred et anéantir l'Ordre des anciens dont le meurtrier de ses parents fait partie.

### Basim Ibn Ishaq
Voix originales
- Carlo Rota (Valhalla), Lee Majdoub (Mirage)

Basim Ibn Ishaq, né vers 844 à Samarra, est d'abord introduit comme personnage secondaire et antagoniste de Assassin's Creed Valhalla avant d'être le protagoniste de Assassin's Creed Mirage. Basim est le fils de l'architecte déchu de la Grande Mosquée de Samarra. Orphelin, il devient voleur de rue entre Bagdad et Anbar avant de rencontrer Roshan, qu'il va suivre pour devenir membre de Ceux-qu'on-ne-voit-pas. Dans sa quête, il découvre sa véritable nature : il est la réincarnation de Loki, un Isu rebelle qui a vu son fils Fenrir emprisonné par Odin avant la chute de leur civilisation. Plus tard, Basim devient mentor à son tour de Hytham mais recherche encore son fils. Sa quête le mène en Norvège, où il a suivi Sigurd Styrbjornsson après leur rencontre à Constantinople, et croise la route de Eivor. Il comprend alors son erreur : Sigurd est la réincarnation de Tyr et Eivor est celle d'Odin. Basim les suit alors en Angleterre, afin de l'observer, l'entrainer aux techniques de Ceux-qu'on-ne-voit-pas et éliminer la branche locale de l'Ordre des Anciens. En parallèle, il retrouve un artefact Isu, la Pierre de Saga, qui réveille les souvenirs de Tyr en Sigurd et provoque une rivalité entre lui et Eivor. Basim finit par suivre les deux Vikings dans un sanctuaire Isu en Norvège où ils l'enferment dans le Gris, une simulation Isu, dont il est libéré en 2020 par Layla Hassan en échange de son aide pour arrêter le cataclysme imminent déclenché par Desmond Miles. Basim emprisonne à son tour Layla dans le Gris et se guérit avec le Bâton d'Hermes Trismegiste, qui renferme l'esprit de son amante Aletheia. Basim convainc les Assassins modenres de le laisser les aider à combattre les Templiers tout en recherchant les enfants de Loki.

## Personnages secondaires duXIIesiècle

### Al Mualim
(Doublage version originale : Peter Renaday, doublage français : Frédéric Cerdal)
Al Mualim est le maître d'Altaïr. Celui-ci le nomme d'ailleurs de cette manière. Ce nom signifie en arabe « détenteur de savoir/science » ou « professeur ». Il réside dans la forteresse de Masyaf, depuis laquelle il donne les ordres d'exécution à Altaïr. C'est également lui qui lui remet une partie de son équipement perdu après chaque mission réussie. Et c'est lui, enfin, qui prévient les membres de la Fraternité dans les différentes villes qu'Altaïr va arriver, à l'aide de pigeons voyageurs. L'homme apparaît au début du jeu comme étant plein de sagesse et de connaissances. C'est lui qui détient la Pomme d'Eden volée au Temple de Salomon et ramenée par Malik. Il la conserve dans un endroit tenu secret, et explique à Altaïr qu'ainsi, les Templiers vont l'oublier et que la Pomme ne pourra plus servir pour soumettre le monde à la domination d'un seul homme. Dans les derniers instants du jeu, Al-Mualim se montre sous un tout autre visage et explique à son disciple, qui va devoir l'affronter, que le pouvoir de l'Orbe lui sera utile pour asservir les hommes, et ainsi préserver la paix puisque les hommes n'auront plus le libre arbitre qui permettrait qu'ils se livrent bataille. Il semble assez âgé, et son œil droit est crevé.
Il est en réalité le Maître des Templiers, qui avait trahi son camp pour doubler ses anciens alliés et ainsi être le seul maître de la Pomme d'Eden. 
Lors de son combat contre Altaïr, il manipule les pouvoirs de la Pomme et ainsi, influence sur l'esprit d'Altaïr, lui donnant l'impression de se multiplier ou de ramener les neuf chefs-templiers, assassinés par Altaïr, à la vie.
Il est finalement terrassé par Altaïr, dans les jardins de la citadelle de Masyaf.

### Malik Al-Sayf
(Doublage version originale : Haaz Sleiman, doublage français : Stéphane Ronchewski)
Malik Al-Sayf est membre de la fraternité des Assassins, tout comme Altaïr. Ils sont donc « frères » au sens communautaire du terme. Cependant selon Altaïr, au tout début du jeu, il semble qu'il y ait un rapport hiérarchique entre eux, et que Malik soit le subalterne. Malik a un frère, Kadar Al-Sayf qui mourra dans les premières minutes du jeu à la suite de l'échec de la mission qui vaudra à Altaïr de perdre son rang. Malik sera blessé à un bras dans cette mission, et il en sera amputé par la suite. Il tient Altaïr pour seul responsable de ces pertes, et Malik haïra Altair jusqu'à un niveau avancé dans le jeu. Malik deviendra le chef de cellule du bureau des Assassins de Jérusalem. Leurs rapports s'amélioreront tout de même, puisque selon les dires de Malik : « ce n'est plus le même Altaïr que dans le Temple de Salomon ». C'est avec l'aide de Malik, éclairé sur les véritables intentions d'Al-Mualim, qu'Altaïr tentera de vaincre ce dernier.
En lisant le codex on apprend qu'il a ensuite aidé Altair à mettre au point différentes techniques d'assassinat et à comprendre le pouvoir de l'Orbe. Puis dans une mémoire d'Altair dans Révélations, on apprend de la bouche d'Altair qu'il a été tué par Abbas. Dans la croisade secrète (roman), Malik a un fils qui se rangera aux côtés d'Altair à son retour d'exil.

### Richard Cœur de Lion
(Doublage version originale : Marcel Jeannin, doublage français: Marc Alfos)
Le Roi Richard Cœur de Lion est le chef des croisés. Altaïr en entend parler durant tout son périple, par les crieurs des différentes villes qu'il traverse mais aussi par Al-Mualim. Il le voit se disputer en public avec Guillaume juste avant l'assassinat de ce dernier à Saint-Jean-d'Acre, et il ne le rencontre vraiment qu'à la fin du jeu, dans le camp des croisés à Arsouf.

### Maria Thorpe
(Doublage français : Juliette Degenne)
Maria Thorpe était une femme britannique qui s'était fait passer pour l'une des cibles d'Altaïr, un chef des Templiers, Robert de Sablé. Elle est également un ancêtre de Desmond Miles, après avoir eu des enfants avec Altaïr. Dans " Assassin's Creed II ", épuisé par les heures de travail dans l'Animus, Desmond s'écroule de fatigue, et une vision d'altaïr à Acre hante son esprit. On y voit Altaïr poursuivre une cible qui s'avère être Maria. Après avoir poursuivi Maria jusqu'en haut d'une tour, elle retire sa capuche et fait signe à Altaïr d'approcher, pour semble-t-il, faire l'amour. En effet, la vision se termine sur un plan rapproché de l'entrejambe de Maria, manière de montrer à Desmond le fameux " effet de transfert ". En effet, elle a choisi de rejoindre la cause des Assassins après la chute des Templiers à Chypre. Elle donnera deux fils à Altaïr. Maria meurt en essayant de protéger son époux, tuée par la dague d'un Assassin qui a trahi son Ordre. Lorsque Altaïr rentre à Masyaf après 20 ans d'exil qui s'est lui-même infligé, il est hanté par les souvenirs de sa regrettée épouse.

### Liste des cibles d'Altaïr

#### Tamir
(Doublage version originale : Ammar Daraiseh, doublage français : Éric Etcheverry)
Tamir est un marchand d'armes qui réside et travaille dans le quartier pauvre de Damas. C'est la première des neuf cibles de la liste. Il est cruel et autoritaire, ne tolérant aucun contretemps dans ses projets ni aucune désobéissance. La preuve en est faite juste avant qu'Altaïr ne lui prenne la vie, lorsque Tamir tue violemment son fabricant d'armes, en raison d'une « insolence ».
Son rôle auprès des Templiers, était de fournir des armes à l'armée créée par de Naplouse.

#### Garnier de Naplouse
(Doublage version originale : Hubert Fielden, doublage français : Patrice Melennec)
Garnier de Naplouse est le Grand Maître des Hospitaliers. Il a transformé une forteresse de la ville d'Acre en un hôpital. Avant qu'Altaïr ne le tue, il assiste à une scène dans cet hôpital durant laquelle un patient tente de s'échapper de la bâtisse où il est « soigné ». Le patient tente d'expliquer que Naplouse faisait beaucoup plus de mal que de bien, mais il est forcé de se taire : les gardes du Grand Maître lui brisent les jambes sur ordre de Naplouse. Il semble qu'il drogue des anciens repris de justice pour leur offrir une nouvelle chance, mais ceux-ci deviennent violents et totalement inconscients de leurs actes.
Il paraît âgé, porte une robe de moine frappée d'une croix de Malte sur chacune des deux manches, un tablier ensanglanté et une croix en bois autour du cou. Une pièce de cuir, à laquelle sont pendus une paire de cisailles et un maillet en métal, ceinture sa taille au-dessus du tablier.
Garnier de Naplouse semblait véritablement ému lorsqu'il parlait de ses patients, qu'il croyait aider.
On apprend plus tard dans le jeu qu'il devait reproduire les effets de l'Orbe d'Éden grâce à des plantes afin de créer une armée pour contrôler la Terre Sainte.

#### Talal
(Doublage version originale : Jake Eberle, doublage français : Thierry Kazazian)
Talal est un marchand d'esclaves, qui vit dans le quartier riche de Jérusalem. Il base son commerce sur le rapt de fous, de vieillards et de malades, qu'il revend ensuite. Il est ironique et narquois, et abuse volontiers de l'humour noir. C'est un excellent archer. Avant de l'exécuter, Altaïr devra vaincre ses gardes personnels, puis le pourchasser dans les rues de Jérusalem.
Talal, templier comme les autres cibles d'Altaïr, devait fournir des esclaves provenant de Jérusalem à Garnier de Naplouse afin que celui-ci les transforment en guerriers ne craignant pas la mort.

#### Abu'l-Nuqoud
(Doublage version originale : Fred Tatasciore, doublage français : Gilbert Levy)
Abu'l-Nuqoud, nommé aussi le « Prince des Marchands », vit dans un somptueux palais décoré de fontaines et protégé par de nombreux gardes, dans le quartier riche de Damas. Abu'l Nuqoud est égocentrique et misanthrope. Il déteste les autres, mais se déteste aussi à cause de sa maladie (il est vraisemblablement atteint de la lèpre), et pour cela vit reclus dans son palais. Il ne se montre que rarement, au balcon de ses appartements lors des fêtes et des orgies qu'il aime donner pour étaler son opulence. Altaïr le tuera au cours d'une de ces incroyables fêtes, juste après qu'Abu'l a tué la totalité de ses convives, les uns avec du vin empoisonné coulant d'une fontaine, les autres par ses gardes. Abu'l Nuqoud est un personnage replet, qui s'habille de façon très luxueuse.
« Abu'l-Nuqoud » signifie en arabe « Maître de l'argent ».

#### Guillaume de Montferrat
(Doublage version originale : Harry Standjofski, doublage français : Sylvain Lemarie)
Guillaume de Montferrat est le régent de la ville d'Acre au nom du roi Richard. C'est dans le quartier riche de celle-ci qu'Altaïr trouvera cette cible. Guillaume est un homme sanguin, guerrier et intransigeant. Ses hommes doivent fournir le meilleur d'eux-mêmes pour contenter le seigneur. À chaque visite de Richard à Acre, fraîchement reprise à l'armée de Saladin, Guillaume et le Roi se querellent. Après chaque dispute, Guillaume s'en prend à ses hommes, pour soulager sa colère. C'est lors de cette revue de troupes qu'Altaïr va choisir de frapper sa victime. Il apprend alors que Guillaume avait prévu de tuer le roi, non pour donner le pouvoir à son fils Conrad comme le pense Altaïr, mais pour le donner au peuple d'Acre.

#### Majd Addin
(Doublage version originale : Richard Cansino, doublage français : Patrice Melennec)
Majd Addin est l'homme nommé par Saladin pour assurer la régence de Jérusalem durant son absence. Cependant, Addin profite de cette fonction pour agir en véritable tyran sanguinaire. Il instaure des séances d'exécution publiques hebdomadaires, auxquelles assiste la population manipulée par ses discours. Et il terrorise les habitants avec des discours prononcés lors de ces pendaisons arbitraires. Selon ses propres aveux à Altaïr, lorsque celui-ci écoute ses dernières paroles, « prendre la vie d'un homme est [pour lui] on ne peut plus divertissant, et fait goûter à l'ivresse du pouvoir. ».
Il est également la seule des cibles d'Altaïr qui dégoute suffisamment celui-ci pour qu'il lui porte encore un coup de lame, alors qu'il est déjà agonisant. Majd n'y survivra pas.

#### Sibrand
(Doublage version originale : Arthur Holden, doublage français : Emmanuel Gradi)
Sibrand est le chef des chevaliers teutoniques, dans la ville d'Acre. Il se trouve dans le quartier moyen de la ville, puisque c'est là que se trouve le port et que Sibrand est chargé de l'organisation maritime des croisés. Sibrand est complètement paranoïaque et plus encore depuis les actes d'Altaïr sur les autres Templiers. Il est terrorisé à l'idée de mourir. Cette terreur l'envahit depuis qu'il a perdu la foi. En effet depuis qu'il appartient aux Templiers, et qu'il a vu toutes les horreurs commises durant cette croisade, il est persuadé qu'« il n'y a rien après la mort, rien du tout ». Altaïr le verra exécuter un homme d'église complètement innocent parce qu'il porte les mêmes vêtements que les assassins, quelques instants avant sa propre mort. Sibrand a trahi Richard en préparant un blocus sur le port d'Acre. Il croyait lui aussi libérer la Terre Sainte.

#### Jubaïr Al Hakim
(Doublage version originale : Fred Tatasciore, doublage français : Gilbert Lévy)
Jubaïr Al Hakim est un érudit qui vit dans le quartier moyen de Damas. Il a pris la décision de réquisitionner et de brûler tous les manuscrits et les parchemins de la ville. Il estime en effet que les connaissances contenues dans les ouvrages qu'il veut détruire sont néfastes et pervertissent les hommes. Jubaïr ne tolère aucune rébellion, ni aucune contestation. Lorsque Altaïr le voit pour la première fois dans la madrasah de Damas, l'érudit, en désaccord avec l'un de ses hommes, le précipitera dans le feu allumé dans la cour, comme un des ouvrages qu'il veut voir disparaître. Au moment où Altaïr l'exécute, il est en train de détruire des livres au cours d'un autodafé et ses hommes font de même en différents endroits du quartier. Jubaïr prétendait libérer le peuple du savoir des livres afin de ne pas commettre les erreurs du passé. Il prétendait également agir comme Altaïr : détruire ce qu'il juge néfaste à la population de la Terre Sainte. Ces propos vont beaucoup troubler Altaïr.

#### Robert de Sablé
(Doublage version originale : Jean-Phillipe Dandenaud, doublage français : Cédric Dumond)
Robert de Sablé est le dernier nom sur la liste des cibles d'Altaïr. Il est le plus difficile à vaincre. Il avait déjà affronté Altair à plusieurs reprises et s'en était toujours sorti. C'est le premier lieutenant et ami du Roi Richard. Altaïr projette de l'assassiner lorsque celui-ci se rendra aux funérailles d'une des précédentes victimes de l'Assassin : Majd Addin. Or, il apparaît que le Templier a prévu cette attaque et s'est fait remplacer par son bras droit, une femme-chevalier appelée Maria, qui deviendra par la suite la compagne d'Altaïr.
L'Assassin lui laissera la vie sauve, et pourchassera Robert de Sablé jusqu'à Arsouf, au sein même du camp des croisés de Richard. Altaïr devra convaincre le roi de le laisser combattre Robert, qu'il affrontera dans un combat contre plusieurs Templiers. C'est lui qui révélera à Altaïr le véritable dessein d'Al-Mualim.

#### Abbas Sofian
Abbas fait partie de la confrérie des assassins. Lorsqu'il a été enfant, lui et Altair étaient inséparables. Leur amitié prit fin le jour où Altair décida de révéler à Abbas les véritables circonstances de la mort de son père qui s'est suicidé. Abbas refusant de croire à cela, il s'éloignera de Altair et le détestera profondément. À la mort d'Al-Mualim, Abbas tente de prendre possession de la pomme, mais Abbas ne parvient pas à maîtriser le pouvoir du fragment d'éden et sera sauvé in-extremis par Altair. Plusieurs années plus tard, alors qu'Abbas a fait assassiner le plus jeune fils d'Altair, il retourne la confrérie contre ce dernier et Maria perd la vie dans la confrontation qui s'ensuit. Après un long exil, Altair revient à Masyaf pour constater qu'Abbas en a pris la tête et en a fait une confrérie décadente. Aidé par plusieurs assassins rebelles, Abbas tente de faire assassiner Altair pour l'empêcher de l'atteindre. Abbas échoue et se retrouve confronté à son ami d'enfance. Abbas est finalement abattu à distance par Altair grâce à son pistolet de poignet. Jusque dans ses derniers instants de vie, Abbas persiste à croire qu'Altair lui a menti depuis le début et que la mort lui révélera la vérité.

## Personnages secondaires duXVesiècle

### Leonardo da Vinci
(Doublage version originale : Carlos Ferro, doublage français : Serge Faliu)
Leonardo da Vinci est le meilleur ami d'Ezio, ainsi que son ingénieur personnel. Il lui fournit toutes sortes de gadgets et machines à partir des pages du codex qu'a écrit Altaïr, et qu'il arrive à décoder ingénieusement. La famille Auditore le patronne, c'est ainsi qu'il rencontre Ezio.
Après son départ de Florence, Ezio l'escortera jusqu'à Venise, où il installe son nouvel atelier. Avec l'arrivée des Borgia au Vatican, il est emmené de force à Rome et contraint de construire plusieurs armes pour l'armée des Borgia. Il chargera Ezio de les détruire. En 1506, à Rome, alors qu'Ezio cherchait un navire pour l'Espagne, Léonard est enlevé par des Hermétiste, à cause de ses recherches sur le temple de Pythagore. Ezio fini par le sauver et ils découvrirent le secret du temple qui est en fait des coordonnées menant à un sanctuaire.

### Laurent de Médicis
(Doublage version française : Stéphane Ronchewski)
Laurent de Médicis est un puissant financier et le souverain de Florence quand Ezio reprend la charge d'Assassin de son père. Après l'avoir sauvé d'un attentat lors d'une messe, Laurent lui témoigne un profond respect, et lui confiera plusieurs missions d'assassinat à travers l'Italie. Laurent révèle également qu'il doit la vie à Giovanni, depuis qu'il l'a sauvé de la noyade dans l'Arno alors que le Magnifique avait six ans.
Il apparait également dans Assassin's Creed : Lineage, où il commandite plusieurs assassinats à Giovanni.

### Mario Auditore
(Doublage version originale : Fred Tatasciore, doublage français : Marc Alfos)
Mario Auditore est l'oncle d'Ezio. Condottiere basé à Monteriggioni, il est en réalité un Assassin qui combat les templiers de la région. Combattant émérite et expérimenté (il a d'ailleurs perdu son œil gauche contre des fils barbelés en voulant récupérer un artefact enfoui sous Monteriggioni), il dirige une troupe de mercenaires en Toscane. Il prendra en charge l'entraînement de son neveu Ezio au combat.
Après avoir aidé Ezio à fuir le Vatican, il est abattu en 1500 par César Borgia sous les yeux d'Ezio.
On notera aussi que Fred Tatasciore double Jubaïr al Hakim et Abu'l-Nuqoud dans Assassin's Creed.

### Giovanni Auditore
(Doublage version originale : Romano Orzari, doublage québécois : Daniel Picard)
Giovanni Auditore est le père d'Ezio. Banquier et conseiller de Laurent de Médicis, il est en réalité un Assassin œuvrant pour la paix de Florence. Il est victime d'une conspiration des Templiers qui lui coûtera sa vie, et celles de ses deux enfants, Federico et Petruccio, qui seront pendus sous les yeux d’Ezio sur ordre d'Uberto Alberti.
Ezio brûle sa dépouille la nuit avant de fuir Florence avec sa mère et sa sœur.
On notera que Romano Orzari prête son visage au personnage, puisqu'il apparaît dans Assassin's Creed: Lineage, où on le voit en tant qu'Assassin œuvrant pour Laurent de Médicis et affrontant déjà Rodrigo Borgia.

### Federico Auditore
(Doublage version originale : Elias Toufexis, doublage français : Pierre Tessier)
Federico Auditore est l'ainé des enfants de Giovanni et Maria Auditore. Il travaille à la banque comme son père, mais il fut renvoyé car il passait son temps à ne rien faire et aurait été impliqué dans une affaire de vol.
Il meurt pendu, exécuté par Uberto Alberti. Ezio brûle sa dépouille la nuit avant de fuir Florence avec sa mère et sa sœur.
Elias Toufexis prête également son visage au personnage.

### Maria Auditore
(Doublage version originale : Claudia Ferri)
Maria est la femme de Giovanni et la mère d'Ezio. C'est elle qui fait connaître à Ezio, Léonard de Vinci. Elle adore peindre, c'est une artiste et une femme de caractère, comme le décrit Shaun dans sa base de données, mais dès lors qu'elle a appris la pendaison de son mari et de ses deux fils (Federico et Petruccio Auditore) elle se met immédiatement à l'écart de tout contact humain, plongé dans un profond mutisme, puis une fois arrivée à Monteriggioni, elle se met à prier jour et nuit pour ses enfants et son mari. Le seul et unique souvenir de Petruccio est la boîte dans laquelle Ezio dépose les plumes d'aigle en mémoire de son frère.
Le seul moment où elle arrêtera de prier sera lorsqu’Ezio lui aura apporté cent plumes d'aigle et à ce moment elle lui offrira la cape Auditore.
Dans Assassin's Creed: Brotherhood, le fait qu'Ezio lui ait apporté ces plumes l'a sorti totalement de son mutisme. Elle rejoint par la suite son fils à Rome, où elle s'installe dans la Rose fleurie, la maison de courtisanes.
Elle meurt dans le roman Assassin's Creed Brotherhood vers 1503, à Rome.

### Claudia Auditore
(Doublage version originale : Angela Galuppo)
Troisième enfant de Maria et Giovanni, Claudia Auditore est une fille au fort caractère, fiancée à un homme à qui elle refuse ses faveurs. Après son arrivée à Monteriggioni, elle se charge des comptes de la ville.
Dans Assassin's Creed: Brotherhood, elle rejoindra par la suite son frère à Rome, où elle prend en charge la gestion de la Rose fleurie, la maison de courtisanes.
Elle deviendra par la suite une assassin.
Ezio lui enverra régulièrement des lettres lors de son périple des cinq clés de Masyaf.

### Petruccio Auditore
(Doublage version française : Fily Keita)
Petruccio Auditore est le dernier des enfants de Giovanni et Maria Auditore. En début de jeu, il demande à Ezio de ramasser des plumes d'aigles. La raison reste inconnue puisqu'il est arrêté et pendu. Sa mère ne parvient pas à faire son deuil. On peut collecter les plumes d'aigle et les mettre dans un coffre pour Maria à Monteriggioni.
Ezio brûle sa dépouille la nuit avant de fuir Florence avec sa mère et sa sœur.

### Sœur Teodora
(Doublage version originale : Nadia Verrucci)
La Sœur Teodora n'est pas une religieuse comme les autres puisqu'elle est la chef de la maison close de Venise qu'elle décrit comme une échappatoire pour les filles pauvres. C'est Léonard de Vinci qui conseille à Ezio qu'il devrait aller la voir. Ezio est tout d'abord abasourdi en voyant le physique de la femme. Mais celle-ci semble respecter le code de châsteté des religieuses. Elle aide Ezio à trouver un moyen d'assassiner Marco Barbarigo. On apprend ensuite après le premier combat entre l'Espagnol et Ezio, qu'elle fait partie des Assassins.

### le Renard, la Volpe
(Doublage version originale : Vito DeFilippo, Version française: Patrick Borg)
Le Renard, aussi appelé la Volpe est un maître parmi les voleurs mais aussi un membre de la fraternité des Assassins. On en sait peu sur lui. Il est dit qu'il a volé des choses dans le carrosse du Pape alors que le Pape était lui-même assis avec ses gardes à l'intérieur. Une nuit en 1467, il aurait été aperçu à Florence sur le palais de la Seigneurie, le palais Médicis et sur la Santa Croce, tout cela au même moment. Des rumeurs disent qu'il est immortel et qu'il peut voir à travers les bâtiments pour savoir quoi voler à l'intérieur.
Ezio le rencontre pour la première fois à Florence lorsqu'il essaie de trouver comment atteindre Francesco de' Pazzi. Un voleur dérobe l'argent d'Ezio et la course l'amène devant la Volpe. Le Renard se présente et semble connaître le nom de Ezio bien avant que le jeune homme puisse se présenter, il déclare que c'est son travail de découvrir tout ce qui se trame à Florence. Il dit à Ezio où Francisco de' Pazzi et les autres conjurés se rencontreront et le mèneront à l'église Santa Maria Novella. Il indique le chemin à prendre : les catacombes.
C'est lors du combat entre Ezio et Rodrigo Borgia à Venise qu'on apprend qu'il est en fait un Assassin.
En 1500, Ezio le retrouve à Rome et lui permet de prendre le commandement de la guilde de voleurs, sous couvert de la taverne Le Renard assoupi.
Il suspectera Machiavel d'être un traitre a la solde des Borgia, mais Ezio lui prouve le contraire et l'empêche d'assassiner son ami.

### Paola
(Doublage version française : Armelle Gallaud)
Paola n'a pas eu beaucoup le choix dans sa vie : alors qu'elle a huit ans, ses parents meurent. Elle doit faire un choix, celui d'aller dans un couvent ou de devenir prostituée. C'est alors qu'elle commence la vie dans la rue. C'est la gérante d'une maison de passe de Florence (La Rose Fleurie) où elle recueille les jeunes filles en difficulté pour leur fournir une échappatoire à leur vie, qui la tire de cet univers. Elle apprend ensuite à Ezio les techniques de la dissimulation. Après le combat de Ezio contre Alexandre VI (Rodrigo Borgia), on apprend qu'elle est, elle aussi, un assassin.

### Antonio
Antonio est le chef des voleurs à Venise. Il aide Ezio à tuer Emilio Barbarigo. On apprend qu'il est un assassin lors du combat entre Ezio et Rodrigo Borgia.

### Rosa
(Doublage version française : Barbara Beretta)
Rosa fait partie de la Guilde des Voleurs de Venise. Quand Ezio la croise pour la première fois, elle tente de grimper le palais d'Emilio Barbarigo dont elle chute : Ezio l'aide à se rendre chez un médecin, et c'est à ce moment qu'il découvrira Antonio.
Rosa aidera ensuite Ezio en lui montrant une nouvelle technique d'escalade

### Bartolomeo d'Alviano
(Doublage version française : Paul Borne)
Bartolomeo était le chef d'un groupe de mercenaires dirigeant le quartier militaire de Venise. Après la mort du Doge Barbarigo, le frère de ce dernier, Silvio, prit le contrôle du quartier et emprisonna Bartolomeo. Ezio le libérera quelques jours plus tard en même temps que le quartier militaire.
Homme au physique imposant, Alviano réclame vengeance depuis son emprisonnement, sa seule compagne est son épée, Bianca. Il fait également partie de la secte des Assassins.
En 1500, il s'est fait enrôler dans l'armée de Rome de Cesare Borgia. Ezio tue le capitaine de sa garnison pour qu'il puisse former des mercenaires sans problèmes.
On apprend qu'il s'est marié à Pantasilea, une femme qui gère la Guilde des mercenaires quand son époux va au combat.

### Niccolò Machiavelli
(Doublage version originale : Shawn Baichoo, Version française : Jean-Louis Faure)
Niccolò Machiavelli, grand théoricien et philosophe florentin de ce siècle, on apprend qu'il est lui-même un Assassin.
Il apparaît vers la fin du jeu quand Ezio devient un membre des Assassins.
Cependant, il collabore avec Ezio dans la séquence 12 (La bataille pour Forli) en compagnie de Caterina Sforza afin de contrer les assauts des frères Orsi. Il fournit également à Ezio durant la séquence 13 (Le bûcher des vanités) une liste des neuf lieutenants de Savonarole, qu'il doit assassiner.
Il a un rôle plus important dans Assassin's Creed: Brotherhood, où il dirige l'ordre des Assassins après la mort de Mario Auditore. Il n'acceptera pas qu'Ezio ait épargné Rodrigo Borgia et retournera à Rome. Quand Ezio arrive dans la ville, Machiavel lui montre alors une capitale sous l'emprise de Cesare Borgia, qu'il admire malgré lui pour ses talents de meneur d'homme et d'orateur.
La Volpe le soupçonnera de trahison car Machiavel a de nombreux contacts parmi les soldats des Borgia et reste évasif quant à la nature de ses relations. Ezio découvrira finalement qu'il est un Assassin loyal mais préférant agir seul et secrètement.

### Caterina Sforza
(Doublage version française : Julie Dumas)
Caterina est la femme de Jérôme Riario, le seigneur de Forli assassiné par les frères Orsi. Ezio collabore avec elle durant la séquence 12 (La bataille pour Forli) et contre l'assaut des frères Orsi.
Dans Assassin's Creed : Brotherhood, Ezio et elle ont une liaison. Il va ensuite la sauver de la jalousie de Lucrèce Borgia et l'aider à fuir sa geôle du château Saint-Ange. Blessée à la jambe, elle prendra le temps de guérir avant de repartir pour Forli, où le combat contre les forces des Borgia continue. Malgré les sentiments réciproques qu'elle partage avec Ezio, elle décide de le quitter et de repartir chez elle dans l'espoir de reprendre sa cité.

### Cristina Vespucci
(Doublage version originale : Amber Mullin, version française : Kelly Marot)
Cristina Vespucci née vers environ 1459, est une jeune fille d'une beauté qui est reconnue dans toute la ville de Florence. Après avoir gagné la course contre Federico, Ezio va la rejoindre chez elle. Le lendemain matin, le père de Cristina trouve Ezio dans le lit de sa fille. Ezio saute par la fenêtre et se fait poursuivre par les gardes lancés par le père Vespucci.
Elle serait la cousine d'Amerigo Vespucci, dont elle aurait vanté les services à Laurent de Médicis.
Dans Assassin's Creed: Brotherhood, des missions supplémentaires permettent de débloquer des séquences où Ezio se remémore son amour perdu. On y apprend ainsi que Cristina, avant de connaître Ezio, était courtisée par Vieri de'Pazzi, qui se montrait violent avec la demoiselle. Après qu'Ezio ait choisi la voie de l'Assassin, elle s'est mariée avec Manfredo d'Arzenta, non sans qu'Ezio ne s'assure que le mariage sera heureux. Cependant, Ezio ne l'a jamais oubliée : il n'hésite pas ainsi à se faire passer pour Manfredo quand il apprend que Cristina est de passage à Venise en 1486. Quand Cristina le démasque, elle lui reproche de ne pas l'avoir épousée. 

Ezio reverra pour la dernière fois Cristina à Florence en 1498, alors que les hommes de Jérôme Savonarole ont grièvement blessé Manfredo et son épouse. Elle meurt dans les bras d'Ezio, regrettant de n'avoir pas pu donner de seconde chance à leur amour.

### Annetta
Annetta est la servante de la famille Auditore. On en sait peu sur elle. Elle prévient Ezio de la situation lorsque Giovanni, Federico et Petruccio Auditore sont arrêtés. C'est elle qui annonce à Ezio qu'elle peut emmener Maria et Claudia Auditore chez sa sœur, Paola. Après la mise sous scellé de la demeure Auditoré, elle entre au service de Lorenzo de Médicis.

### Gian Giacomo Capratti (Salaï)
(Dans Assassin's Creed : Brotherhood, DLC La disparition de Da Vinci)
Salaï est l'un des disciples de Léonard de Vinci, lors de la disparition de son mentor il aide Ezio à déchiffrer les codes cachés dans les tableaux, malgré sa désinvolture et son don pour prendre l'argent de Léonard et le dépenser, il est aussi son confident, il s'avère par la suite être l'amant de Léonard.

### Yusuf Tazim
Yusuf est le chef de la confrérie des Assassins de Constantinople au début du XVIe siècle. Il était un maître Assassin Turc de la Fraternité de Constantinople. Il a passé sa vie à protéger l'équilibre de cette ville de toutes ses forces.Il montra l'utilisation du crochet ottoman à Ezio et ce qu'il faut savoir de la cité. Il l'épaula à plusieurs reprises lors de ses missions avant de mourir en 1512 après avoir vaillamment et en vain essayé de protéger Sofia Sartor dans sa librairie.

### Piri Reis
Piri Reis est un amiral, navigateur et cartographe ottoman. Il initia Ezio à la fabrication et l'utilisation des bombes.

### Sofia Sartor
Sofia est une vénitienne originaire de Constantinople ayant déménagé à Venise avec ses parents, alors que la guerre allait éclater entre les deux cités. Plusieurs années plus tard, elle retourna dans sa ville natale pour rouvrir la librairie de son père, dans l'ancienne boutique de la famille Polo. Elle rencontra Ezio alors qu'il cherchait des indices sur une des clés de Masyaf. Ezio, préférant ne pas impliquer Sofia dans son combat contre les Templiers, ne lui en disait que très peu sur lui et son but, mais ils commencèrent à s'attacher l'un à l'autre. Vers 1512, elle fut enlevée par Ahmet, le chef des Templiers, mais Ezio la libèra et en fini avec Ahmet. Plus tard, à Florence, elle se maria avec Ezio avec qui elle eut deux enfants, Marcello et Flavia Auditore.

### Duccio DeLuca
Duccio est le seul antagoniste qui apparait dans les trois opus consacrés à Ezio. Fiancé à Claudia, il se fait corriger par Ezio dans les rues de Florence pour tromperie. Il apparait ensuite dans le DLC La disparition de Da Vinci en étant le propriétaire de quelques tableaux que recherche le maitre assassin et insulte Claudia devant Ezio, qui lui fera regretter ses paroles. Parti ensuite en exil à Constantinople, il tentera de séduire Sofia et l'assassin le fera partir de sa seule présence, avant de le corriger une dernière fois.
Duccio est un coureur de jupon arrogant et bagarreur, mais qui reste un personnage lâche et peu courageux.

### Shao Jun
(Assassin's Creed Embers court métrage, héroïne de Assassin's Creed Chronicles: China sur PC, Playstation 4 et Xbox One)
Shao Jun est une Assassin venant de Chine sous la dynastie Ming. C'est après avoir fui son pays de la tyrannie de l'empereur Jiajing, qu'elle quitte avec son mentor la Chine. Celui-ci donne sa vie lors d'une attaque à Venise pour lui permettre de fuir et de retrouver en Toscane Ezio qui n'est plus un Assassin. Recueilli chez Ezio qui accepte de lui parler de son expérience et de son savoir pour l'aider à rétablir la Confrérie des Assassins en Chine, ils sont subitement attaqués et doivent combattre ensemble pour faire face aux hommes de Jiajing. Le lendemain, Ezio lui offrit une boite qu'elle ne devrait ouvrir que si elle était perdue dans sa voie d'Assassin.
D'après ce que dit Achille, c'est Shao Jun qui a répandu la dague à corde (Sheng Biao) qui est utilisable par Connor dans Assassin's Creed III.

### Liste des ennemis d'Ezio Auditore
Après la mort de son père et de ses frères, Ezio organise sa vengeance : il doit tuer tous les Templiers impliqués dans la mort de sa famille.

#### Florence et San Gimignano (Conjuration des Pazzi)

##### Uberto Alberti
(Doublage version originale : Michel Perron)
Uberto Alberti est, lors de l'intrigue, le gonfalonnier de justice de la République florentine sous la domination de la Maison Médicis. Il est considéré par les florentins comme un grand justicier, punissant tous les criminels. Il se présente d'abord comme un ami de Giovanni Auditore, mais conspire contre lui avec les Templiers en le faisant exécuter après avoir caché les preuves du complot qu'Ezio lui avait confié. Ce dernier, cherchant vengeance après cette trahison, l'assassine dans l'un des deux cloîtres de la Basilique Santa Croce de Florence.
C'est Michel Perron qui prête son visage au personnage et qui l'interprète même dans la mini-série Assassin's Creed Lineage.

##### Vieri de' Pazzi
(Doublage version originale: Yuri Lowenthal, version française : Nessym Guetat)
Vieri de' Pazzi est le fils de Franscesco et petit-fils de Jacopo. Le jeune homme est colérique, prétentieux et maltraite même ses hommes. Au début de l'histoire, lui et ses hommes se battent contre Ezio et Federico Auditore. Templier, il pourchasse Ezio sur la route de Monteriggioni, où Mario Auditore arrive à temps pour le faire fuir. Il est tué par Ezio à San Gimignano, en Toscane. Après son assassinat, Ezio secoue son cadavre en l'insultant et en criant qu'il aurait voulu que son agonie soit plus longue. Mario Auditore intervient en demandant à Ezio de montrer un peu de respect. Mario prononce alors la formule qui restera présente dans tous les autres assassinats d'Ezio : Requiescat in pace (Repose en paix).

##### Francesco de' Pazzi
(Doublage version originale : Andreas Aspergis, doublage français : Emmanuel Gradi)
Fils de Jacopo de' Pazzi, Francesco de' Pazzi est un notable à Venise. Il fait partie de la famille Pazzi. On le voit tout d'abord en compagnie de son fils Vieri, de Rodrigo Borgia et de son père à San Gimignano. On le revoit ensuite à Florence où il échange une conversation avec les autres conjurés à propos de l'assassinat de Laurent de Médicis, il semble vraiment confiant quant à l'issue de cet acte. Il participe donc à la tentative d'assassinat contre Laurent et Julien de Médicis, en 1478, qui se soldera par un échec, Laurent survivant à l'assaut. Il se fait poursuivre par Ezio à travers Florence puis se fait tuer par le jeune assassin. À la suite de son assassinat son corps est pendu au Palais de la Seigneurie sous les yeux de Jacopo de' Pazzi. Le fait que Francesco fut pendu de cette manière est un fait véridique de l'histoire Florentine.

##### Père Antonio Maffei
(Doublage version originale: Shawn Baichoo)
Le père Antonio Maffei apparaît comme silencieux dans Assassin's Creed Lineage. Dans le jeu, on apprend donc qu'il fait partie de la conspiration contre Laurent de Médicis, ce fut lui qui blessa Laurent dans le cou. Il est tué par Ezio alors qu'il prêche en haut d'une tour à San Gimignano.
Shawn Baichoo prête son apparence au personnage.

##### L'archevêqueFrancesco Salviati
Il fait partie des conjurés qui s'en sont pris à Lorenzo et son frère Julien. Il n'aimait pas la famille Medici parce que Salviati voulait devenir l'archevêque de Florence mais Lorenzo l'en a empêché. Les Templiers ont alors séché ses larmes et l'ont fait embarqué dans leurs rangs. Salviati est celui qui a fait entrer les troupes de soldats dans Florence lors de l'attaque contre Lorenzo et Julien. Salviati a été tué par Ezio et ses mercenaires dans la Villa Salviati près de San Gimignano.

##### Bernardo Baroncelli
(Doublage français : Donald Reignoux)
Bernardo Baroncelli est le premier à avoir frappé sur Lorenzo et Julien. Il en voulait à la famille Medici parce qu'ils étaient responsables de l'exil de ses cousins. Il fait partie des conjurés et est tué par Ezio à San Gimignano. Dans Assassin's creed renaissance (roman), il est le seul templier à se suicider pour ne pas mourir de la main d'Ezio.

##### Stefano da Bagnone
Stefano da Bagnone est l'un des conjurés qui tenta d'attenter à la vie de Laurent de Médicis et de son frère Julien. Il se terrera ensuite dans une abbaye en Toscane où il sera assassiné par Ezio. Il ne portait la robe de moine que pour se camoufler, il ne croyait pas du tout en Dieu. C'est lui qui attaqua Laurent de Médicis dans le dos au cours de la tentative d'assassinat.

##### Jacopo de' Pazzi
(Doublage version originale : Arthur Grosser, version française : Pierre Dourlens)
Jacopo de' Pazzi est alors le patriarche de la famille Pazzi mais c'est aussi un Templier tout comme les membres qui constitueront la conspiration. On le voit tout d'abord en compagnie de son fils Francesco, de son petit-fils Vieri et de l'Espagnol (Rodrigo Borgia). Il participe à la tentative de meurtre de Laurent de Médicis. Il est à cheval lorsqu'il voit le corps de son fils pendu à une tour. Il voit alors que tout espoir de prendre le contrôle de Florence s'échappe et prend donc la fuite.
Ezio le suit plus tard ensuite pour assister à une réunion des Templiers. Durant cette réunion Jacopo subit les foudres de Rodrigo Borgia, le maître des templiers, qui lui enfonce son épée dans la poitrine. Cependant, Jacopo ne meurt pas directement puisque c'est Ezio qui mettra fin à sa douleur avec la lame secrète.

##### Jérôme Savonarole
(Doublage français : Michel Mella)
Savonarole est le moine qui a volé la pomme d’Éden à Ezio à la fin de la séquence 12 suite séquence 13 (le bûcher des vanités). Ezio cherchera à le retrouver, ce qui l’entraînera à Florence. À partir d'ici, Ezio assassine les neuf lieutenants du moine, ce qui provoque des émeutes et fait atterrir Savonarole sur un bûcher. Cependant Ezio arrive à le tuer avant sa mort par brûlures.
Preuve d'un moment de l'histoire de Florence.

#### Ennemis à Venise

##### Emilio Barbarigo
Pour les articles homonymes, voir Barbarigo.
(Doublage version originale: Arthur Holden, version française : Vincent Grass)
Emilio Barbarigo contrôlait tyranniquement le quartier des marchands à Venise, son seul désir était de prendre le pouvoir de la ville. Il vivait retranché dans son palais aux multiples gardes. On le voit pour la première fois dans une réunion de Templiers incluant Rodrigo Borgia et Jacopo de' Pazzi. Juste après que Carlo Grimaldi l'informe qu'Ezio est arrivé à Venise, Emilio se fait assassiner. Arthur Holden prêtait également sa voix à Sibrand dans Assassin's Creed.

##### Carlo Grimaldi
(Doublage version originale : Roc LaFortune Version française : Guy Chapellier)
Carlo Grimaldi se rapprocha du Doge de Venise en dénonçant la tentative de fuite de la fille du Doge qui était amoureuse d'un fils de serviteur. Grâce à cette démonstration de loyauté, il sera autorisé à siéger au Conseil des Dix à Venise par le Doge. On aperçoit tout d'abord Carlo juste avant le meurtre d'Emilio Barbarigo lorsqu'il lui apprend qu'Ezio est à Venise. On le revoit plus tard avec le reste de la famille Barbarigo, Marco et Silvio mais aussi avec Dante Moro, alors qu'ils prévoient d'empoisonner le Doge pour que Marco Barbarigo prenne sa place.
Carlo se trouve dans le palais des Doges lorsque Ezio arrive sur le toit du palais avec la machine volante de Léonard de Vinci. L'assassin entre dans la chambre où le Doge et Carlo jouent aux échecs, mais il est trop tard, le Doge meurt empoisonné, après avoir désigné son assassin sans le nommer. Ezio assassine Carlo après l'avoir rattrapé dans la cour, et se retrouve accusé de la mort du Doge.

##### Marco Barbarigo
(Doublage version originale: Tony Robinow, doublage français : Jean-Claude Sachot)
Cousin de Silvio Barbarigo, Marco Barbarigo devient Doge après l'empoisonnement de son prédécesseur par Carlo Grimaldi. Il meurt assassiné au pistolet par Ezio pendant le carnaval. Il a tenté d'assassiner Dante Moro pour pouvoir épouser sa femme. Dante survit à la tentative d'assassinat malgré un coup de couteau dans la tête. Ce dernier est devenu faible mentalement après cette attaque, plus tard Dante aurait signé l'annulation de son mariage et Marco épousa sa femme.

##### Silvio Barbarigo Il Rosso
(Doublage version originale : Harry Standjofski, doublage français : Christian Pélissier)
Cousin de Marco Barbarigo, Silvio Barbarigo joue un rôle peu important dans l'histoire si ce n'est le fait de planifier la mort du Doge de Venise en annonçant qu'il pourrait fournir un poison. Silvio ne retire jamais la capuche rouge, qu'il porte, de son visage. Il est tué en même temps que Dante Moro à Venise, alors qu'il essaie de rejoindre son bateau pour fuir. Ezio ne comprend pas pourquoi les deux hommes voulaient s'enfuir mais Silvio déclare qu'il ne dira jamais rien ; il meurt l'instant qui suit.

##### Dante Moro
(Doublage version française : Stéphane Ronchewski)
Dante Moro est le garde du corps personnel de Marco Barbarigo. Affaibli mentalement par la tentative de meurtre commanditée par son employeur (il reçoit un coup de poignard dans le crâne, mais en réchappe), il n'est plus que l'esclave de Barbarigo qui a profité de sa faiblesse pour faire annuler le mariage de Dante et Carlotta pour épouser cette dernière. On le voit en compagnie de Silvio Barbarigo au Carnaval de Venise. Il gagne le masque d'or (qui permettrait d'assister à la fête présidée par Marco) alors qu'il devait revenir à Ezio. Ezio lui vole ensuite le masque pour entrer dans la fête sans se faire repérer. Cependant, Dante se rend compte du larcin et arrive en annonçant que l'assassin est présent dans la foule.
Il est plus tard tué dans le quartier militaire de Venise alors qu'il essaie de s'échapper en compagnie de Silvio. Il annonce à Ezio que les bateaux qu'ils devaient prendre les auraient amenés à Chypre, mais il meurt avant de dire pourquoi les Templiers s'y rendent. Ezio obtient alors une lettre adressée à Dante de la part de Carlotta qui tente de lui raviver la mémoire en parlant de leur amour passé, mais ce n'est qu'un détail dans le jeu.

#### Ennemis à Forli
(La bataille de Forli).

##### Ludovico Orsi
Ludovico et son frère, Checco, obéissent aux ordres du Pape. Ils attaquent la citadelle de Forli pour récupérer la carte des Pages du Codex mais aussi pour dérober la Pomme d’Éden. 
Ludivico sera assassiné par Ezio au sommet du phare de Forli alors qu'il gardait en otage le fils de Caterina Sforza.

##### Checco Orsi
(Doublage français : Philippe Bozo)
Checco et son frère, Ludovico, obéissent aux ordres du Pape. Ils attaquent la citadelle de Forli pour récupérer la carte des Pages du Codex mais aussi pour dérober la Pomme d’Éden.
Checco sera assassiné par Ezio après une course poursuite dans la Romagne alors qu'il tentait de fuir avec la Pomme d’Éden. Il réussira à blesser Ezio en lui enfonçant son couteau dans la hanche, ce qui permettra à Savonarole de récupérer la Pomme.

#### Ennemis à Rome

##### Rodrigo Borgia
(Doublage original et français : Manuel Tadros)
Rodrigo Borgia est le pire ennemi des Assassins par son titre de Maître de l'Ordre des Templiers en Italie. Il est également appelé l'Espagnol tout au long du jeu. Il est plus connu dans l'histoire en tant que pape Alexandre VI qu'il devint en 1492. En accédant au trône papal, il entre en possession du bâton d’Éden. Il est la seule personne à avoir réussi à échapper à une tentative d'assassinat d'Ezio. Lors de son combat final contre Ezio, il utilise le pouvoir du Bâton pour déclencher des ondes de choc et se rendre invisible. Il finit par faire fusionner la Pomme et le Bâton et tenter d'ouvrir la porte sous le Vatican, avant de réaliser qu'il n'est pas le prophète. Ezio l'épargne.
Borgia est resté au pouvoir dans Discovery (épisode sur Nintendo DS), où il planifie notamment le meurtre de Christophe Colomb.
Dans le jeu Assassin's Creed : Brotherhood, son fils, César Borgia, lui prendra sa vie en lui enfonçant une pomme empoisonnée dans la bouche. Selon les historiens, Rodrigo Borgia serait mort de la malaria en 1503 lors d'un repas de fête où son plat fut empoisonné.
On note que Manuel Tadros prête sa voix et son visage à Assassin's Creed: Lineage, Assassin's Creed II et Assassin's Creed: Brotherhood.

##### Les adeptes de Romulus
Les adeptes de Romulus se font obéir par des complices des Borgia. Vêtus de peaux de loup, ils cherchent à renforcer l'influence des Borgia sur Rome en créant un climat d'insécurité. Ils sont en réalité sous les ordres d'un des cardinaux du Vatican qui délègue son pouvoir au chef de la meute, Nicolas dit "Il Lupo".

##### Juan Borgia
Juan Borgia est un cardinal, neveu de Rodrigo Borgia. Il est le trésorier de Cesare, chargé des finances des différentes campagnes de son cousin, mais utilise l'argent pour organiser des orgies qui durent plusieurs jours ; cette activité lui vaut le surnom de « Banquier ».
Il meurt assassiné par Ezio au cours d'une de ces fêtes de décadence organisée par le Duc Vincenzo, aidé par les courtisanes.

##### Octavien de Valois
(Doublage français : Guillaume Orsat)
Octavien de Valois est un jeune baron de la noblesse française, envoyé à Rome pour mener l'armée française avec l'aide de l'armée de Cesare Borgia vers la conquête du sud de l'Italie. Avide de reconnaissance et de gloire mais dépourvu de formation militaire, il se heurte rapidement aux hommes de Bartolomeo d'Alviano, dont il enlève la femme pour le faire plier.
Ezio le tue après être parvenu à infiltrer les baraquements français, alors qu'il menaçait de tuer Pantasilea, l'épouse de Bartolomeo, en représailles.

##### Micheletto Corella
(Doublage français : David Krüger)
Apprenant que sa sœur Lucrèce a un amant, Cesare demande à Micheletto de le trouver et de l'assassiner discrètement. Il s'infiltre avec des gardes dans une pièce de théâtre se tenant au cœur des ruines du Colisée, dans laquelle Pietro, l'amant, joue la Passion du Christ. Ezio arrive à temps afin de stopper le plan de Micheletto, mais celui-ci révèle à Ezio qu'il a mis du poison dans l'eau que Pietro a bu, afin de le tuer sans preuve de son implication. Ezio épargne alors Corella, préférant emmener Pietro chez un médecin où il a pu être guéri et donner par la même occasion, la clé du Château Saint-Ange à son sauveur.
Micheletto est par la suite arrêté par ordre du Pape Jules II après son échec causé par Ezio pour tuer Pietro. Il réussira à s'échapper de prison et fuyais pour l’Espagne. Il aidera Cesare de s'échapper de prison. Par la suite il aida Cesare à attaquer Valence, mais les assassins déjouèrent une nouvelle fois leur plan, Cesare l'accusa de cette défaite et l’exécuta.

##### Cesare Borgia
(Doublage français : Sébastien Desjours)
Cesare Borgia est le principal antagoniste d'Ezio dans le jeu Assassin's Creed: Brotherhood. Responsable de l'attaque de Monteriggioni et de la mort de Mario Auditore, il s'est emparé du pouvoir que détenait son père le Pape en récupérant la Pomme d’Éden. Il tue son père en l'empoisonnant grâce à une pomme, avec laquelle Rodrigo, voulait empoisonner son propre fils.
Ezio le pourchasse à Rome, déterminé. Il tue un à un tous ses alliés grâce au soutien des mercenaires de Bartolomeo d'Alviano, des voleurs de la Volpe, et des informations récoltées par les courtisanes de la ville, afin d'affaiblir l'armée de Cesare, qui après avoir tué son père, est finalement arrêté pour conspiration et inceste (il entretient une relation trouble avec sa sœur Lucrèce).
Il parvint à s'échapper grâce à un homme qui lui jette une corde. Il fit une chute vertigineuse et se brisa quelques os en retombant sur une personne passant par là. Son mystérieux libérateur se fit capturer mais Cesare, lui, quitta la ville déguisé en marchand.
En 1507, voulant se venger de ses geôliers, Cesare attaquera Viana avec l'aide d'un seigneur voisin, en Navarre, où il sera finalement assassiné par Ezio qui le précipitera du haut des murailles.

#### Ennemis à Constantinople
Malgré leur défaite définitive en 1453, les Byzantins continuent de s'accrocher aux vestiges de l'Empire romain d'Orient, soutenus par les Templiers.

##### Leandros
Leandros est le Maître Templier responsable des recherches de Masyaf lorsqu'Ezio se lance dans cette même quête. Il fait capturer Ezio et ordonne de le faire pendre quand l'Assassin s'échappe. Après une poursuite en chariot, et laissé Ezio avec de graves blessures, il se réfugie dans un petit village aux abords de Masyaf en laissant l'ordre de neutraliser l'Assassin. Il est finalement terrassé par celui-ci avec sa lame secrète sans avoir, une fois face à face, montré de grandes résistances. Il meurt en laissant à Ezio un livre parlant des clés d'Altaïr.

##### Vali Cel Tradat
Renégat de la confrérie, il rejoignit les rangs des templiers. Grâce à ses compétences, il tua un grand nombre d'assassins. Ezio le croise alors qu'il enquêtait avec une jeune recrue sur la disparition de nombreux assassins, après une course poursuite, il réussit à s'échapper en utilisant une bombe fumigène. Plus tard, Ezio apprend qu'il retient en otages de nombreux assassins. Après la libération, ils lui disent que le rénégat est en train d'attaquer le repaire de Galata. Après avoir éliminé tous les Templiers sur place, Vali s'enfuit avec Ezio et sa recrue à ses trousses. La recrue arrive finalement à le tuer d'un assassinat aérien.

##### Tarik Barleti
Tarik Barleti était le chef des troupes janissaires de Constantinople. Il considère que le futur sultan, Ahmet, est faible, qu'il n'agissait pas aux bons moments et qu'il ferait un bon philosophe, mais pas un bon sultan. Pour lui, son frère cadet, Selim, était plus apte à diriger la cité. Quand Ezio apprend que Tarik conspire avec les ennemis de Constantinople, Manuel Paleologos et les byzantins, il en informe le petit-fils du sultan actuel, Suleiman, et celui-ci lui ordonne de tuer Tarik. Quand l'assassin donne un coup fatal à Tarik, ce dernier lui dit qu'il a toujours été loyal au sultan, expliquant que sa conspiration avec l'ennemi n'était une diversion pour les frapper dans leur repaire, la Cappadoce, et meurt. Ezio en informe Suleiman qui lui affrète un navire pour poursuivre la mission secrète de Tarik.

##### Shakulu
Shakulu était un homme puissant assez fin et qui portait toujours un masque, il était sans scrupule avec les prisonniers, il les battait à mort sans que ça ne le gène. Il était donc le responsable des prisonniers de Cappadoce. Alors qu'il battait à mort un prisonnier janissaire, Ezio s'interpose en héros et un combat s'ensuit. Il est finalement tué par Ezio, après lui avoir asséné plusieurs coups.

##### Manuel Paleologos
Manuel Paleologos est le dernier descendant de la dernière famille ayant été les maîtres de Constantinople. Il supervise l'expédition à Masyaf qui s'est soldée par un échec. Il comptait envahir et reprendre le contrôle de la cité en faisant parvenir des armes en Cappadoce, le repaire des templiers byzantins. Il conspirait avec le chef des janissaires, Tarik Barleti, sans savoir que ce dernier avait l'intention de le trahir depuis le début. Il est assassiné par Ezio au port intérieur de Cappadoce, lui laissant la dernière clé de Masyaf, l'avertissant qu'il n'est pas le seul à vouloir changer le monde et que ses frères allaient le retrouver.

##### Ahmet
Ahmet, fils du sultan Bayezid et frère de Selim, est le chef des templiers à Constantinople. Il était destiné à être sultan, étant le fils ainé, mais son frère, s'opposant à cette décision, fait guerre à son père pour être proclamé sultan. Il avait planifié l'enlèvement de son neveu, Suleiman, pour ensuite le sauver et devenir un héros aux yeux de la population. Mais ce plan a échoué par Ezio et les autres assassins qui ont tué les assaillants. Dans la Cappadoce, il révèle à Ezio que c'est lui le maitre templier et menace de s'en prendre à Sofia Sartor si Ezio ne lui remet pas les clés de Masyaf. De retour à Constantinople, Ahmet réussit à enlever Sofia et propose à Ezio de lui échanger les clés contre cette dernière à la tour de Galata. Ezio la sauve, mais une poursuite en chariot se déclare entre les deux ennemis pour récupérer les clés. Après une chute spectaculaire entre Ahmet et Ezio, ce dernier récupère les clés, mais une armée de janissaires arrive, dirigée par Selim, désormais sultan. Selim saisit son frère par le col avant de le pousser dans le vide.

## Personnages secondaires duXVIIIesiècle

### Liste des ennemis de Connor Kenway

#### William Johnson
William Johnson était un négociant en thé à Boston. Connor et ses acolytes jetèrent une cargaison à l'eau lors de la Boston Tea Party, ruinant les affaires de Johnson. Six mois plus tard, il revint acheter les terres Mohawks en négociant le départ de la tribu de Connor. Se voyant refuser par le chef de tribu, il finit par menacer de mort les Amérindiens. Il est assassiné à ce moment par Connor qui sauve les terres de son peuple.

#### John Pitcairn
John Pitcairn était un général de l'armée anglaise lors de la Révolution américaine. Dans le jeu, il appartient à la confrérie des Templiers. Un an après la mort de Johnson, Pitcairn dirige l'armée anglaise contre les Patriotes à la bataille de Bunker Hill. Soutenu par les tirs de l'armée emmenée par Israel Putnam, Connor devra traverser le champ de bataille pour mettre un terme à ses agissements.

#### Thomas Hickey
Thomas Hickey est l’exécuteur de Charles Lee et de Haytham. Il sera accompagné de Connor en prison qui le soupçonne de tentative d'assassinat sur la personne de George Washington. Il tue le directeur de la prison et rejoint par Charles pour tendre un piège à Connor qui le conduira à la potence. Mais Connor se libérera grâce à son père, Haytham Kenway (celui-ci lance une dague tranchant la corde de la potence) et assassinera Hickey (à l'aide du tomahawk qu'Achilles Davenport lui restitue) avant qu'il ne puisse tuer Washington.

#### Benjamin Church
Benjamin Church est recherché par Connor et son père Haytham qui décident de faire alliance pour le retrouver. Ils apprennent qu'il a pris un navire pour la Martinique. Connor le retrouvera dans la cale avec son père qui comptait le tuer, mais c'est Connor qui lui donnera la mort.

#### Haytham Kenway
Haytham Kenway est le fils de l'Assassin Edward Kenway, destiné à embrasser la Confrérie, mais à la mort de son père, il sera éduqué par Reginald Birch, un Templier, et responsable de la mort d'Edward. Il deviendra finalement un Maître Templier. Il est envoyé en Amérique où il doit recruter des hommes et établir une base permanente des Templiers à Boston : Charles Lee, Thomas Hickey, mais aussi retrouver et ouvrir un sanctuaire laissé par Ceux-qui-étaient-là-avant. Il vivra une brève romance avec Kaniehti:io, une Mohawk qu'il sauvera de l'esclavagisme et avec qui il aura un fils, Ratonhnhaké:ton dit Connor. Il s'éloignera d'elle pour se consacrer à l'installation des Templiers dans le régime politique du nouveau pays. Lors de la Guerre de Sept Ans, il accueillera un ancien assassin, Shay Patrick Cormack, au sein de l'Ordre des Templiers. Il est mort, tué par Connor après un intense combat pendant l'assaut de Fort George.
Sa vie est racontée dans le roman Assassin's Creed Forsaken.

#### Charles Lee
Charles Lee est le bras droit de Haytham Kenway. Dernier homme à intégrer l'antenne des Templiers de Boston, il intègre l'armée de George Washington pour saper ses opérations.
Bien que brutal et souvent mis en échec par Connor, Charles Lee a la confiance totale de Haytham, qui voit en lui l'avenir des États-Unis d'Amérique. À la mort de Haytham, c'est Lee qui prend sa charge de Grand Maître, mais Connor parvient à le retrouver. Lors d'un combat contre l'assassin au port de Boston, il se blesse gravement. Il est peu après retrouvé par Connor dans un bar. Sachant que son heure est arrivée, il partage sa bouteille d'alcool avec l'indien et se laisse tuer.

### Liste des sympathisants en Amérique
- Louis Mills, Assassin qui essaya de tuer Haytham Kenway lors de son voyage vers l'Amérique à bord du Providence ;
- Achilles Davenport, Assassin et Mentor de Connor ;
- Kaniehtí:io, Mohawk mère de Connor ;
- Kanen'tó:kon, Mohawk, ami d'enfance de Connor ;
- Oiá:ner, matriarche du village de Connor ;
- Robert Faulkner, capitaine en second de l’Aquila ;
- Recrues de Connor :
  - Clipper Wilkinson ;
  - Duncan Little ;
  - Deborah « Dobby » Carter ;
  - Jacob Zenger ;
  - Jamie Colley ;
  - Stéphane Chapheau.

### Liste des ennemis d'Edward Kenway

#### Laureano de Torres y Ayala
Gouverneur d'Hispaniola pour la couronne espagnole, il est également Grand-Maître de l'ordre des Templiers dans la région des Caraïbes. De ce fait, il est à la recherche de l'Observatoire, un temple destiné à l'espionnage de tous être vivant sur terre.

#### Julien du Casse
Contrebandier français et membre de l'ordre des Templiers, il est capitaine de l'Arca del Maestro, un galion espagnol dont Edward Kenway s'empare après avoir tué du Casse.

#### Woodes Rogers
Woodes Rogers était un corsaire britannique qui devint le premier gouverneur royal des Bahamas en place à Nassau. C'était aussi un Templier au service du Grand-Maître de cette époque, Torres. Il avait pour mission d'annihiler la piraterie dans les Antilles grâce aux pardons royaux et aux exécutions des pirates n'acceptant pas le pardon. Son unique but était d'anéantir à tout prix la République pirate fondée par Benjamin Hornigold et Barbe Noir. 

## Personnages secondaires duIersiècleav. J.-C.

### Ennemis de Bayek de Siwa et Aya

#### Roudjek / Le Héron
Bayek a parcouru le vaste désert égyptien et a enfin mis la main sur Roudjek dans la célèbre pyramide rhomboïdale de Snéfrou. Roudjek était visiblement à l'origine de la mystérieuse malédiction régnant sur les mines de natron. Il est la première victime du Medjay. Acculé par Bayek, Roudjek tente vainement d'abattre son ennemi avec un couteau de lancer que Bayek intercepte avec le masque de sa victime. Bayek le tue en lui mettant le masque alors que le couteau est toujours fiché dedans.

#### Hypatos
Il est le garde du corps de Roudjek. Bayek lui demande de renoncer à le combattre, mais Hypatos refuse et déclare que c'est son honneur qui est en jeu et décide quand même de combattre le Medjay pour venger son maître. Hypatos meurt lors de ce duel.

#### Medounamoun / L'ibis
Nommé oracle de Siwa par Ptolémée, Medounamoun supervisait le temple d'Amon. Mais il s'intéressait surtout a la crypte situé sous le temple et n'hésitait pas à brutaliser les villageois dans l'espoir qu'ils lui en révèlent les secrets. Dans un accès de rage, Bayek le tue violemment en se servant de la Pomme d'éden pour lui réduire le visage en bouillie.

#### Actéon / Le vautour
La première victime d'Aya. Alors qu'elle était sur la piste de l'ordre à Alexandrie, Aya est tombé sur Actéon, et ses soupçons se sont confirmés lorsqu'elle a découvert l'un des masques dans ses appartements. Il a connu une fin horrible, le masque sur le visage. Si son appartenance à l'Ordre des anciens ne fait aucun doute, son implication dans la mort de Khemou reste incertaine.

#### Ktesos / Le bélier
Il traque Aya jusqu'à Alexandrie pour venger son ami Actéon. Mais c'est Aya qui lui ôte la vie.

#### Eudoros / Le serpent / L'hippopotame
Scribe personnel de Ptolémée, il manipule le Pharaon comme tous les autres membres de son ordre. Bayek tente de le tuer en toute discrétion dans les bains luxueux d'Alexandrie mais est finalement contraint d'utiliser sa lame secrète au détriment de toute discrétion. Le Medjay y laisse son annulaire, ayant été contraint de déployer sa lame le poing fermé. C'est de la que naît le sacrifice qu'un Assassin doit opérer en guise d'engagement solennel envers la confrérie.

#### Taharqa / Le scarabée
Taharqa était le Scarabée mythique qui hantait Saïs et Létopolis. Par mégalomanie, il n'a pas hésité à faire souffrir dans l'espoir d'ériger des bâtiments qui lui survivraient. Dans ses instant les plus sombres, Bayek a pu comprendre Taharqa. Il avait trop de sang sur les mains pour qu'on le laisse vivre, mais Bayek espère n'avoir pas simplement obéi au cycle de la vengeance.

#### Khaliset / La hyène
Depuis la mort de sa fille, Khaliset est obsédée par la volonté de la faire revenir à la vie. Avec l'Ordre, elle a découvert l'emplacement d'un tombeau antique qui, selon elle, possède le pouvoir de résurrection. Coupée de la réalité et déterminé à réussir, la Hyène a troublé bien des âmes de Gizeh. Bayek la prend cependant en pitié et tente de la convaincre de renoncer à son projet fou de vouloir ramener l'âme de sa fille d'entre les morts. Elle et le Medjay s'affrontent au milieu d'une tempête de sable. Malgré sa dextérité au maniement de l'arc et de l'aide de ses hyènes apprivoisées, Khaliset est tuée par Bayek.

#### Hetepi / Le lézard
Il se cache dans un temple et dissimule son visage sous un masque du dieu Anubis pour tenter d'échapper à Bayek. Le Medjay a pour seul indice le fait que Hetepi est malade et tousse beaucoup, ce qui permet au Medjay de le repérer et d'atteindre sa cible.

#### Berenike / Le crocodile
Berenike était une autorité grecque, membre de l'ordre des anciens. Subtile et extrêmement intelligente, elle cultivait une image publique de bienveillance, mais manipulait dans l'ombre les processus politiques et législatifs afin d'imposer sa vision d'une Egypte éclairée. Elle utilisait discrètement des soldats de Ptolémée et des gladiateurs pour asseoir un règne de terreur sur tout le Fayoum. Elle fait assassiner la petite Shadya, la fille d'un marchand grecque qui détenait des documents pouvant la compromettre. Bayek fait de sa mort une affaire personnelle. Berenike engage Khensa pour assurer sa protection, ce qui s'avère inutile face au Medjay qui lui ôte la vie tout en lui scandant à plusieurs reprises le prénom de sa pauvre petite victime.

#### Pothinus / Le scorpion
Pothinus était l'un des membres les plus modérés de l'Ordre des anciens. Il souhaitait limiter l'usage de la force aux situations les plus extrêmes. Il a cependant pris part aux événements qui ont coûté la vie à Khemou et en a été largement responsable. Une malheureuse chevauchée à dos d'éléphant le tue. Il est cependant le seul à regretter ce qui s'est déroulé à Siwa et à présenter des excuses à Bayek.

#### Flavius / Le lion
Ce légionnaire romain est à la tête de l'Ordre des anciens. Il se sert de la Pomme pour affronter Bayek. Malgré le pouvoir du fragment d'Eden, Bayek triomphe de son ennemi. Il avoue n'avoir aucun regret d'avoir tué le fils de Bayek. Cependant, le Medjay n'a pas la force de l'achever, conscient qu'il sera à jamais séparé de l'esprit de son fils. C'est l'esprit de Khemou qui permet à Flavius de passer de l'autre coté.

#### Septimius / Le chacal
C'est un légionnaire romain redoutable et un homme des plus odieux. César empêche Bayek de l'achever, le privant ainsi de sa vengeance. Aya retrouve Septimius à Rome où elle termine ce que Bayek avait commencé en l'affrontant en combat singulier. Septimius se servira également de la pomme pour combattre Aya, ce qui n'empêche pas la Medjay de triompher.
Ce personnage est basé sur Lucius Septimius.[réf. nécessaire]

#### Khensa
Khensa est une guerrière nubienne farouche et redoutable qui recherche fortune et célébrité dans les arènes d'Égypte. Elle et Bayek se connaissent depuis longtemps car ils sont tous deux originaires de Siwa. Elle permet à Bayek de combattre dans l'arène, ce qui l'amène à découvrir la véritable identité du Crocodile. Cependant Khensa est engagée par Berenike pour assurer sa protection, ce qui contraint le Medjaÿ à combattre et tuer son amie. Dans le roman adapté du jeu, Le Serment du désert, on apprend que c'est elle qui a formé Bayek à l'art de la survie.

#### Phylakes
Les Phylakes sont des chasseurs de primes. Ils ne sont pas nombreux mais sont particulièrement difficiles à combattre si le joueur n'a pas un niveau d'expérience assez élevé. Ils attaquent Bayek à vue.

#### Diovicos et Vidirovix
Diovicos et Vidirovix sont surnommés "les Frères gaulois". Ce sont de farouches gladiateurs à la solde de Berenike. Bayek les suspecte d'avoir tué la petite Shadya, mais les deux frères n'ont en réalité aucune implication dans le meurtre de la petite, étant farouchement opposé à l'idée de tuer une enfant si jeune. Ils révéleront la véritable identité du Crocodile à Bayek.

#### Apophis
Cette divinité a l'apparence d'un serpent géant. Il est difficile de déterminer si le combat est réel ou non puisque Bayek est dans un état second à la suite de l'inhalation d'un puissant hallucinogène. Bayek aura pour seule arme un arc de lumière. Dans la mythologie égyptienne, Apophis est la divinité du chaos et du mal.

## Personnages secondaires duVesiècleav. J.-C.

### Alliés du Misthios

#### Markos
Il recueille le/la misthios enfant. Il compte sur le/la misthios pour veiller sur sa personne, puisqu'il s'attire généralement les foudres de ses associés.

#### Ikaros
Aigle accompagnant le/la misthios dans le moindre de ses déplacements. Ils sont tous deux inséparables. Ikaros a été envoyé par Pythagore pour veiller sur le/la misthios.

#### Socrate
Philosophe athénien, il va interroger les motivations du misthios et remettre en question ses choix. Quand Cléon prend la tête de la cité, il va participer au soulèvement populaire.

#### Aristophane
Auteur de théâtre athénien, il va écrire plusieurs pièces ridiculisant Cléon.

#### Alcibiade
Ami athénien de Socrate et Aristophane, il est plus intéressé par les plaisirs charnels que la guerre.

#### Brasidas
Redoutable guerrier spartiate, il aide le/la misthios à faire tomber le Maquignon en Corinthe. Doutant d'abord de la loyauté du misthios, ils finissent par devenir tous deux des alliés de poids face au Culte de Kosmos. Brasidas manie la lance et le bouclier avec une très grande dextérité.

#### Hippocrate
Père de la médecine moderne, il aide le/la misthios à retrouver sa mère Myrrine en lui fournissant quelques informations sur cette dernière.

#### Périclès
Père de la démocratie à Athènes.

#### Myrrine
Mère de Kassandra et Alexios, et épouse de Nikolaos. Elle quitte Sparte après la disparition de ses enfants et cherchera à les retrouver.

#### Xenia
Chef des pirates qui accepte de fournir des informations au misthios sur Myrrine moyennant rétribution.

#### Stentor
Fils adoptif de Nikolaos, il s'allie à contre-cœur au misthios sur ordre des rois de Sparte.

#### Phoibé
Jeune orpheline qui s'est liée d'une grande amitié avec le/la misthios. Intrépide et désobéissante, elle est cependant une petite espionne en herbe et une petite voleuse émérite. Elle est tuée par les gardes du Culte lors d'un raid sur Athènes, ce qui déclenche la fureur du misthios.

#### Hérodote
Historien et géographe grec, il suit le/la misthios dans sa quête dans l'espoir dans narrer un jour les exploits.

#### Barnabas
Sauvé sur l'ile de Képhalonnia par le/la misthios, il en devient le capitaine en second sur l'Adrestia.

### Ennemis du Misthios

#### Fantôme de Kosmos
Leader du culte de Kosmos. Le fantôme en abandonne le commandement par peur de la folie et l'ambition de Deimos.

#### Deimos
Enfant de Nikolaos et Myrrine, jeté du haut d'une falaise à la demande des Ephores. Sauvé par Chrysis, l'enfant est élevé au sein du culte qui en a fait son bras armé.

## Personnages secondairesAssassin's creed Valhalla

### Colonie de Ravensthorpe

#### Sigurd Styrbjornsson
Fils du roi Styrbjorn, il part pour l'Angleterre pour fonder sa propre colonie à la suite de l'abdication de son père au profit du roi Harald de Norvège. Basim l'ayant convaincu d'être la réincarnation d'Odin, il va délaisser sa charge de jarl et se laisser capturer par les Anciens, qui vont le torturer dans l'idée que la douleur révélera sa vraie nature. Il perdra son bras droit et sera libéré par Eivor. Il finira par abandonner son siège de jarl et se séparera de Randvi.

#### Randvi
Épouse de Sigurd, elle a été offerte en mariage pour apaiser les ambitions de son époux. Conseillère avisée, elle se rapprochera d'Eivor.

#### Dag
Dag est d'une loyauté sans faille envers Sigurd. Il n'apprécie guère Eivor et alors que la disparition de Sigurd s'éternise, il accusera Eivor de trahison et de s'approprier le poste de jarl. Eivor le tuera en duel.

#### Gunnar
Il est le forgeron de la colonie. Gunnar quittera temporairement la colonie pour rejoindre une femme, ne parlant que le gaëlique.

#### Hytham
Il est l'élève de Basim. Il enseigne le Saut de la foi à Eivor et sera son contact pour retrouver les sanctuaires de Ceux qu'on ne voit pas en Angleterre, mais aussi les membres des Anciens.

#### Valka
Valka est la volva de la colonie. Grâce à elle, Eivor revivra par des visions les derniers jours d'Odin alors que les signes annonciateurs du Ragnarok se manifestent.

#### Holger
Holger est un artiste peintre. Il n'est guère populaire au sein de la colonie.

#### Alvis
Alvis est un adepte de la joute verbale. Il aide entre autres Eivor à parfaire sa maitrise des mots dans cette discipline où la répartie doit être cinglante.

#### Sven
Sven est le tatoueur de la colonie. Sa présence est de courte durée puisque celui-ci est emporté par la maladie peu de temps après son arrivée à la colonie.

#### Tove
Elle est l'apprentie de Sven. À la mort de ce dernier, elle devient la nouvelle tatoueuse de la colonie.

#### Yanli
Yanli est sauvé par Sigurd et ses hommes et ouvre une échoppe marchande à la colonie.

#### Rowan
Rowan est le maitre d'écurie de la colonie.

#### Petra
Elle est une chasseuse et une pisteuse de talent. Elle apprend à Eivor l'art de pister un animal.

#### Wallace
Wallace est naturaliste. Il empaille les plus beaux animaux tués par Eivor.

#### Gudrunn
Gudrunn construit et prend soin des drakkars de la colonie.

#### Octave
Octave s'installe à la colonie pour y bâtir un musée romain.

#### Tarben
Boulanger de la colonie, il semble avoir un sombre passé.

### Les fréres Ragnarsson

#### Ivar le sans os
Fils de Ragnar Lothbrok, Ivar le sans os, aussi surnommé le tueur de roi, est animé par une soif de sang insatiable.

#### Ubbe
Fils de Ragnar Lothbrok, il est moins enclin a la violence contrairement à Ivar.

#### Halfdan
Fils de Ragnar Lothbrok, il est peu enclin au partage et très suspicieux à l'égard de ceux qui l'entourent.